# 櫓 (城郭)

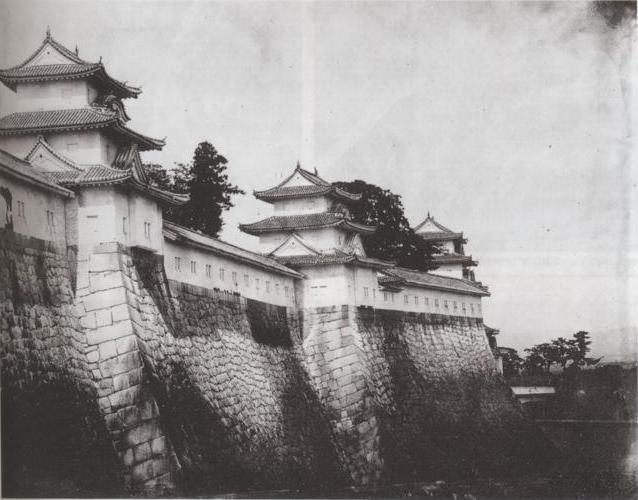
日本の近世城郭の櫓群
（大坂城本丸東面の三重櫓と多門櫓 1865年頃）

櫓（やぐら）とは、城郭内に防御や物見のために建てられた仮設または常設の建築物である。
日本では、石垣や土塁の上に木造の建築を建てて、攻め手への攻撃と防御を有利に働かせた。多くの例は、通常の窓のほかに攻撃用の小規模な開口を複数箇所設けてある。
一方、ヨーロッパの城では、中世からルネサンス期の城にも櫓（Hoarding）がある。多くは石造城壁上の木造物で、城壁上の敵に対して攻撃可能な開口部が設けられる。
ここでは、おもに日本の城の櫓について解説する。

## 概要
日本の中世の城では、塀の内側に木材を組んで盾板を建てた櫓が登場し、攻撃のための「高櫓」（たかやぐら）や物見のための「井楼」（せいろう）と呼ばれる簡易な建物を建てて、防御を行っていた。また、常時矢を始めとする武具や生活道具なども保管する倉庫としての役割もあった。そのため、「やぐら」の字には「矢蔵」「矢倉」ともあてられる。戦国時代末期から江戸時代までには、鉄砲などの銃器の導入に伴う戦い方の変化から、より頑丈な建物が設置された。その形状も多様に及ぶようになり、意匠には寺社建築の要素も取り入れられて破風や外壁仕上げにより装飾して領主や城主の権威を誇示する要素を含むようになった。

## 歴史

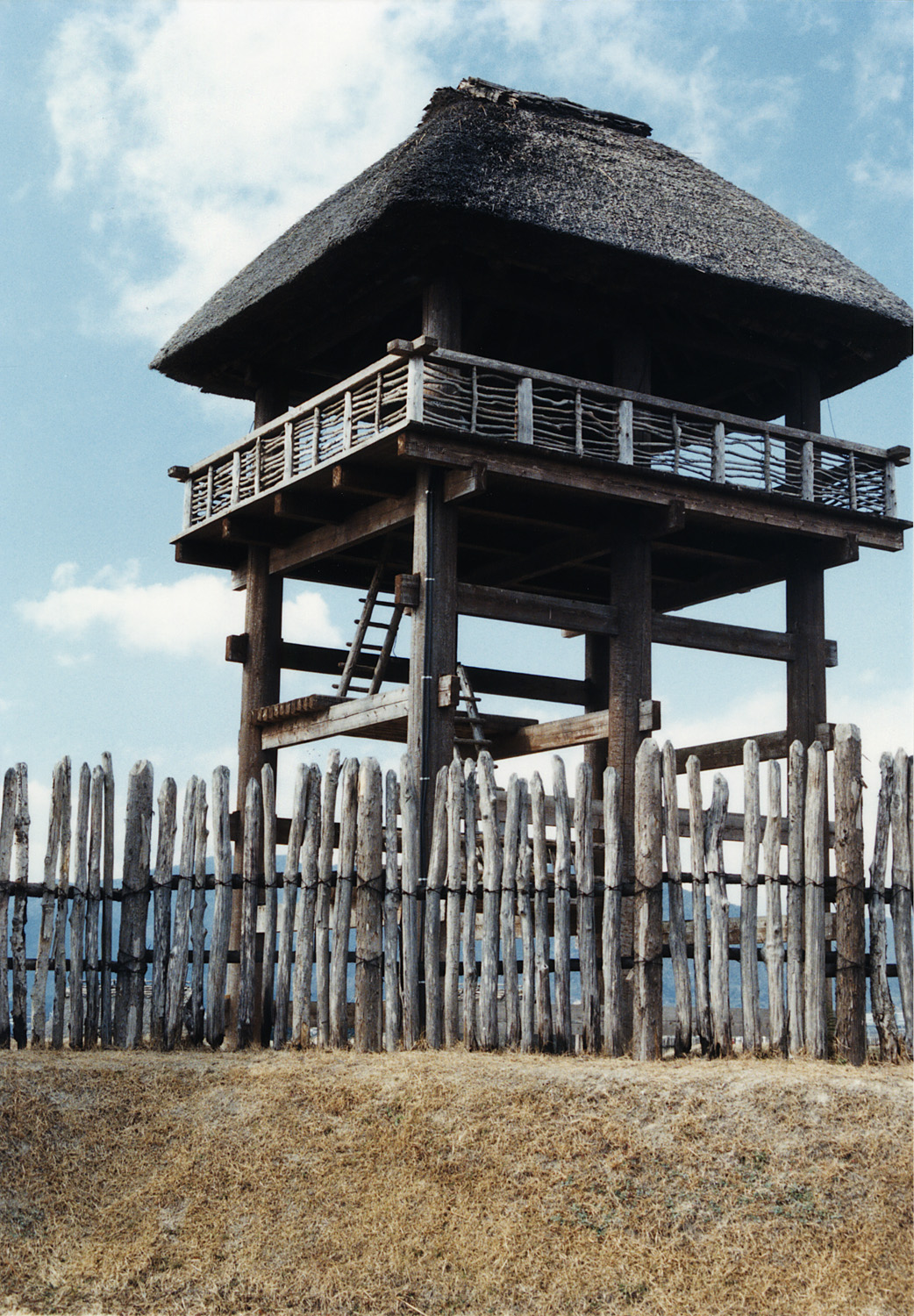
物見櫓
（吉野ヶ里遺跡）

### 起源
1. 簡単な物見の建物が発達したものとする説。
2. 「矢倉」・「矢蔵」を本来の呼称と見て、武器庫が発達したものとする説。
3. 「矢の坐」すなわち「弓を射る場所」が原型だとする説。

初期の頃は、『後三年合戦絵詞』や『一遍上人絵伝』など中世の絵巻物に見られるように、篭城戦での防御・物見のための仮設の建造物としての要素が強かったが、戦国時代後期、近世城郭が築かれ始めると、櫓の柱は礎石の上に建ち、防火と防弾を考慮して厚い土壁が塗られ、屋根は瓦が葺かれるなど恒久的な建築へと発展した。織田信長の近畿平定の頃からは、その家臣団達の居城に建てられ始め、全国的に広まった。

### 安土桃山時代
豊臣秀吉が天下統一をなし遂げた天正末期より築造され、高石垣とともに瓦葺の櫓は豊臣系大名の築城した城郭に特有の構造と指摘される。特に西国の城では二重櫓や平櫓を多く建て並べた。この頃のものは構造も旧式といわれている望楼型が主流である。
なお、この時代の櫓は天守を除き現存するものがなく、最古の櫓として残るのは関ヶ原の戦い以後の慶長6年（1601年）前後に建てられた熊本城宇土櫓、福山城伏見櫓（伏見城からの移築）である。

### 江戸時代以降
関ヶ原の戦い後、各地に移封され、大幅に加封された外様大名達によって次々に城が築かれ、既存の城も多くで改築を施された。この時期、徳川幕府による天下普請の媒介もあり、近世の築城技術が全国に広まった。天守を除き現存する櫓のほとんどはこの時期に建設されたもので、関ヶ原の戦い以前に上げれたものは現存例がない。現存しないものも含め一城郭内での櫓数は多い順に、広島城76棟、姫路城61棟、津山城60棟であった。
櫓も元和頃までに大きく発達し、構造は新式の層塔型が主流になり、機能では石落とし・狭間が増加し、隠狭間が登場した。
慶長末期になると、外様大名による築城は幕府への遠慮などにより自主的に憚られるようになった。さらに大坂の陣後、1615年（元和元年）7月に2代将軍の徳川秀忠が伏見城で諸大名に発布した武家諸法度によって新規築城が原則禁止されると、天下普請による大坂城再築や、福山城など一部の譜代大名を除いて城は築かれなくなり、櫓も次第に実戦から離れていった。天守を失った城では江戸城の富士見櫓のように櫓が天守を代用することもあった。
明治まで、城には多くの櫓が立ち並んでいたが、廃城令に伴う取り壊しや火災、幕末から明治初頭にかけての日本国内の紛争や第二次世界大戦時の都市空襲などの戦災によって失われた。櫓の現存数は現在109棟である。

## 構造
櫓は、天守と同様の土壁の大壁である。天守に比べて、造りはおおむね貧弱で、使用される部材も細めのものが多い。そのため、櫓は天守より耐用年数が短く、また土蔵と同様に、厚い土壁が湿気を呼ぶため構造材が腐りやすく、多くの櫓は江戸時代の内に建て替えられたり、また、城主の財政難で維持管理が難しくなることにより倒壊したり、失火や落雷で焼失するなどして創建当初の櫓は明治にはあまり残っていなかった。
大型の櫓の平面構成は、中央に身舎（もや）を設け、周囲に入側・武者走（いりかわ・むしゃばしり）を廻らしており、その構成は天守に近いものである。熊本城の五階櫓のように身舎の内部に壁を設けていくつかの部屋に区切ることもあった。
江戸城・大坂城・名古屋城など徳川幕府による天下普請によって築かれた城や徳川幕府と関わりの深い大城郭に建てられた櫓は、中央に設けられた身舎をさらにいくつかの部屋に区切るなど天守とほぼ同じ構成をとり、規模は小規模な天守を凌ぎ、幕府権力の象徴となっていた。
地方の城郭に建てられた小型の櫓では、内部が一室で身舎と入側の区別もなく、1階の中央に1本か2本ほど独立した柱を立てるか、室内に1本も柱を立てないものが多かった。二重櫓と三重櫓は、天守と同じく望楼型・層塔型に区別でき、前者が旧式、後者が新式である。現存例は層塔型の方が多い。櫓には通柱（2階以上を貫き通す柱）があまり使われず、すべての柱を1階の梁で止めていることが多かった。
櫓の外観は、全体的に同じような意匠にすることが多い。壁の材質、色、屋根の葺き方、屋根の反りなどをほぼ統一することで、一体化した美観を作ることもできた。天守がない城では、事実上の天守や天守の代わりにしていた三階櫓などを他の櫓との格式の違いを示すために、長押や、装飾性の高い破風、特殊な窓（連子窓、突上窓、火灯窓など）などで飾ることも多くあった。また、特別な役目を持つ櫓も同様に飾られることがあった。

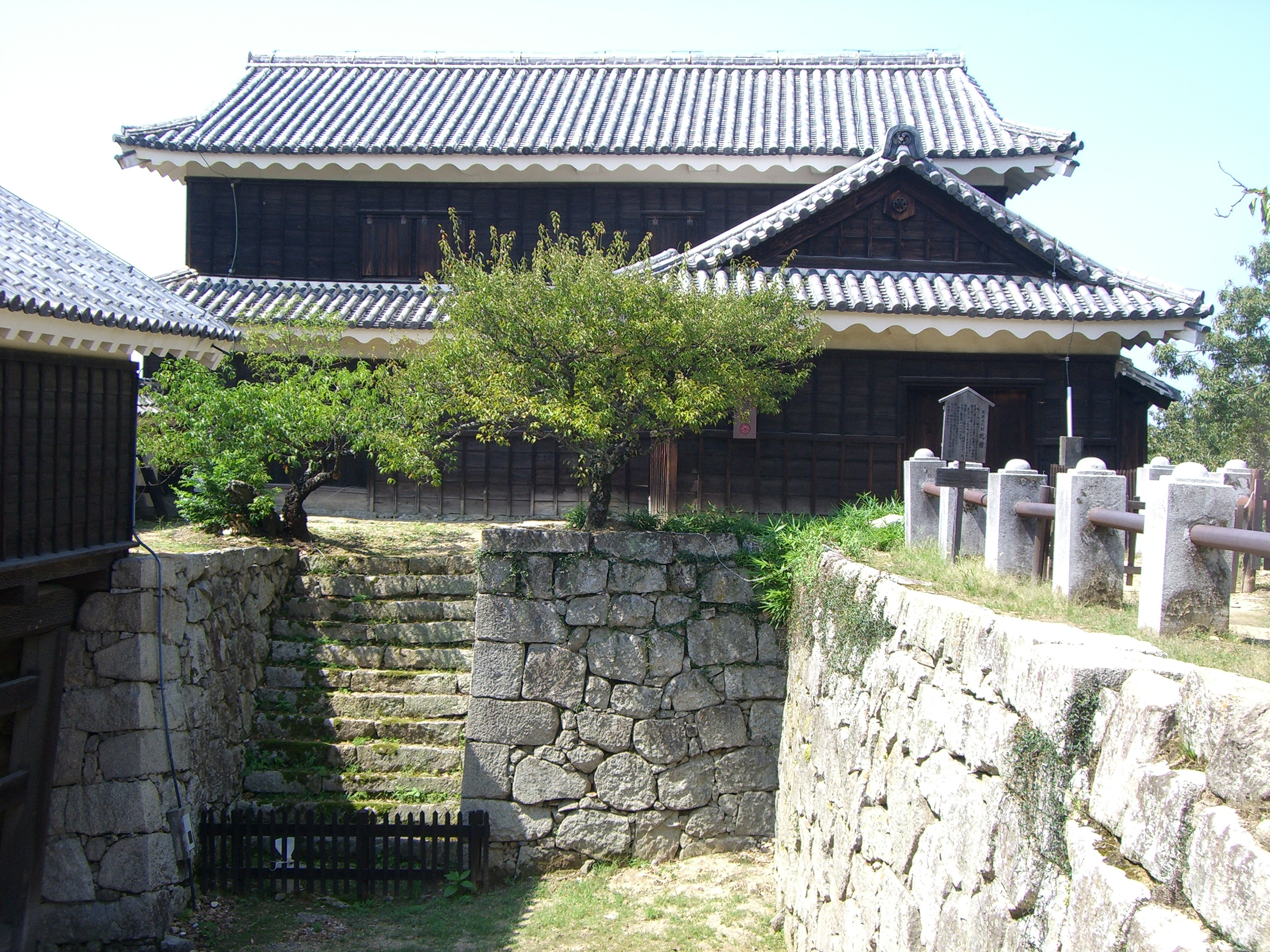
創建当初の櫓 松山城乾櫓　1602年築
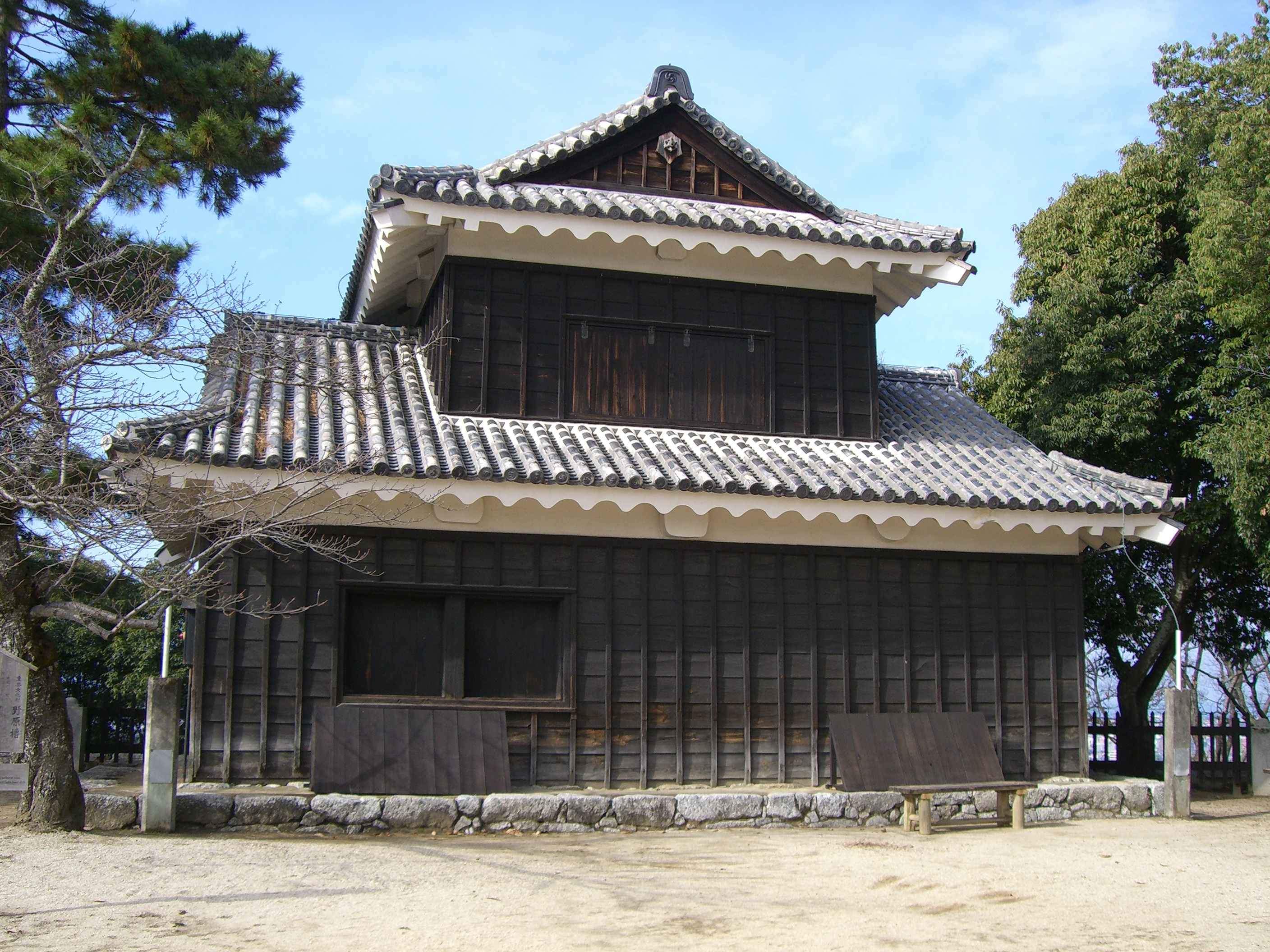
望楼型の二重櫓 （松山城野原櫓）
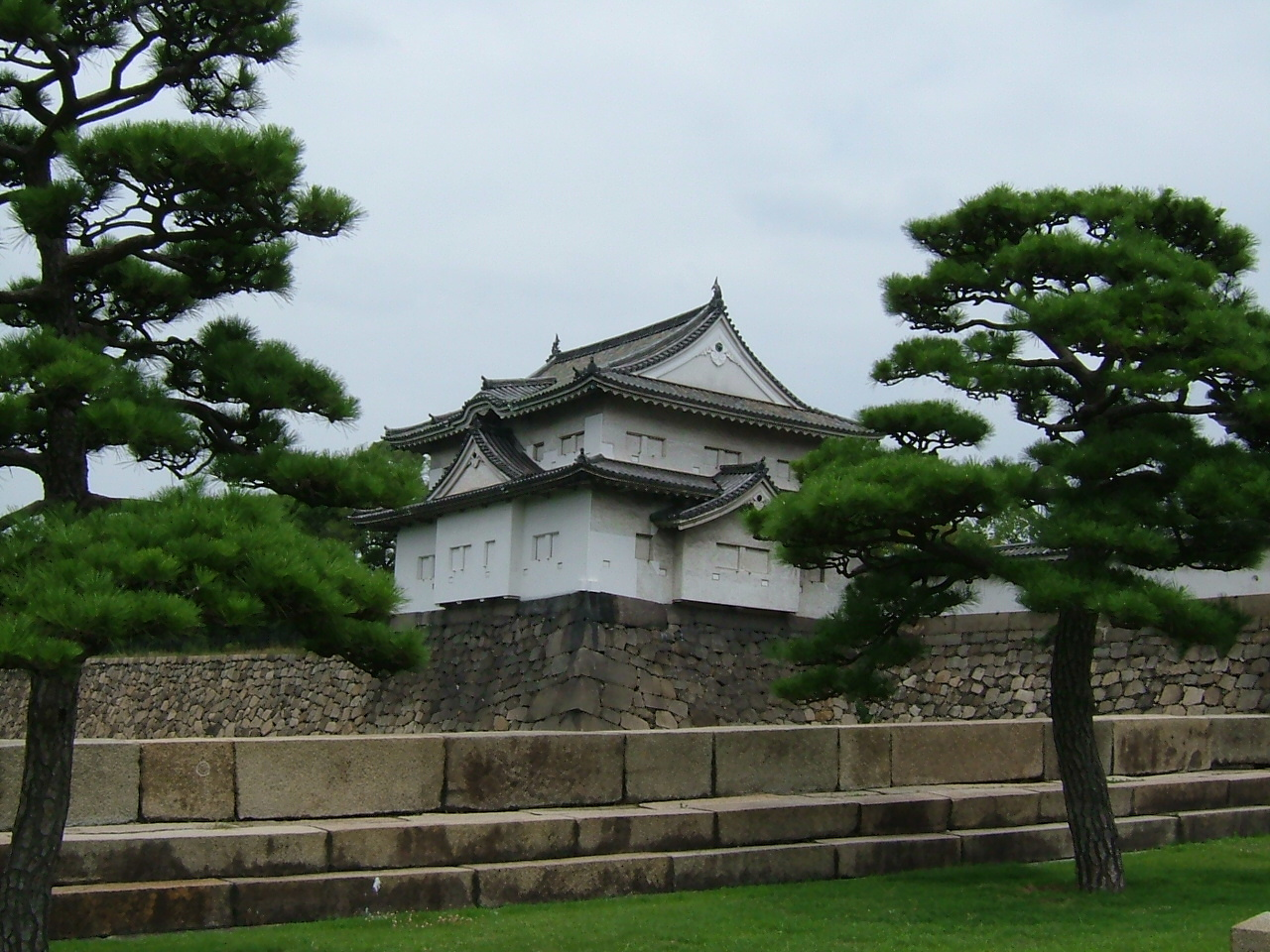
層塔型の二重櫓 （大坂城千貫櫓）

## 種類

### 形状

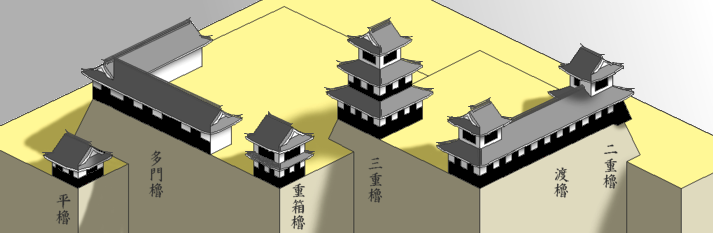
基本的な櫓の図。
左から平櫓・多門櫓・重箱櫓・三重櫓・渡櫓・二重櫓を示している。

三重櫓・二重櫓・平櫓
それぞれ3重・2重・1重の屋根を持つ櫓。階層はこれに準じない場合がある。現在、三重櫓は天守と同様に全国に12基しか現存しない。現存三重櫓の例：江戸城富士見櫓、弘前城丑寅櫓・未申櫓・辰巳櫓、明石城巽櫓・坤櫓、彦根城西の丸三重櫓、名古屋城西北隅櫓、熊本城宇土櫓、高松城艮櫓・着見櫓、福山城伏見櫓。
隅櫓（角櫓）
曲輪の隅に配置される櫓。その方位・位置により二十四方位にちなんだ名称が与えられることが多い。たとえば東南（辰巳）に配置された櫓は、「巽（辰巳）櫓」など。
多聞櫓（多門櫓）
多門とは長屋状の建物のことで、明治以降に多聞と書かれることが多くなったといわれる。1565年（永禄8年）成立の『築城記』に載る「ハシリ矢グラ」の形態が発展したものと阿部和彦は解説している。名称の由来は、最初に松永久秀が多聞城にこの長屋形式の櫓を建てたことからと『和事始』に載り、また『甲子夜話』には楠正成（幼名多聞丸）が渡櫓内に多聞天を祀ったからであるという北条氏長談として載せている。宮崎市定は、久秀が中国の城郭建築の城門の上に立てる楼閣（門楼）から発想して創築したものではないかと推測している。
同形の櫓を多聞櫓と呼ばない場合もある。金沢城では「三十間長屋」「五十間長屋」というように多聞櫓を長屋と称し、熊本城では十四間櫓や北十八間櫓と長さで称している。櫓の間を繋ぐように建てられたものは「渡櫓」という。門の上のものは「櫓門」、櫓門から連続した多聞櫓は「続櫓」と呼ばれる。
平時には住居や物置も兼ね、江戸城のように武士の名簿（『江戸城多聞櫓文書』）を保存してあったという例もある。
重箱櫓
重箱造（総二階造り）の二重櫓の総称で、1階と2階の平面が同規模のもの。1重の屋根は腰屋根となる。岡山城（岡山県）や臼杵城（大分県）に現存例がある。

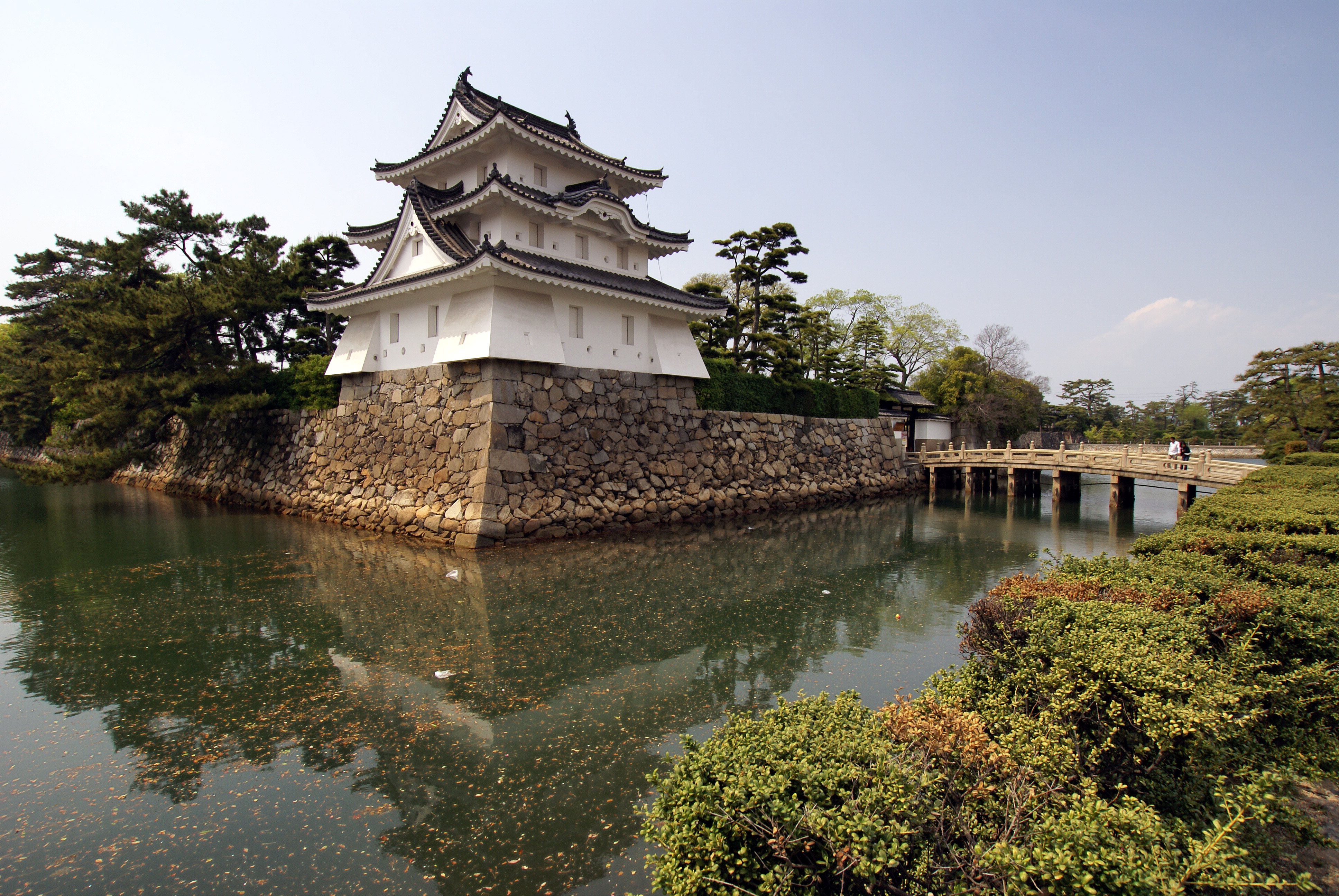
三重櫓 （高松城艮櫓）
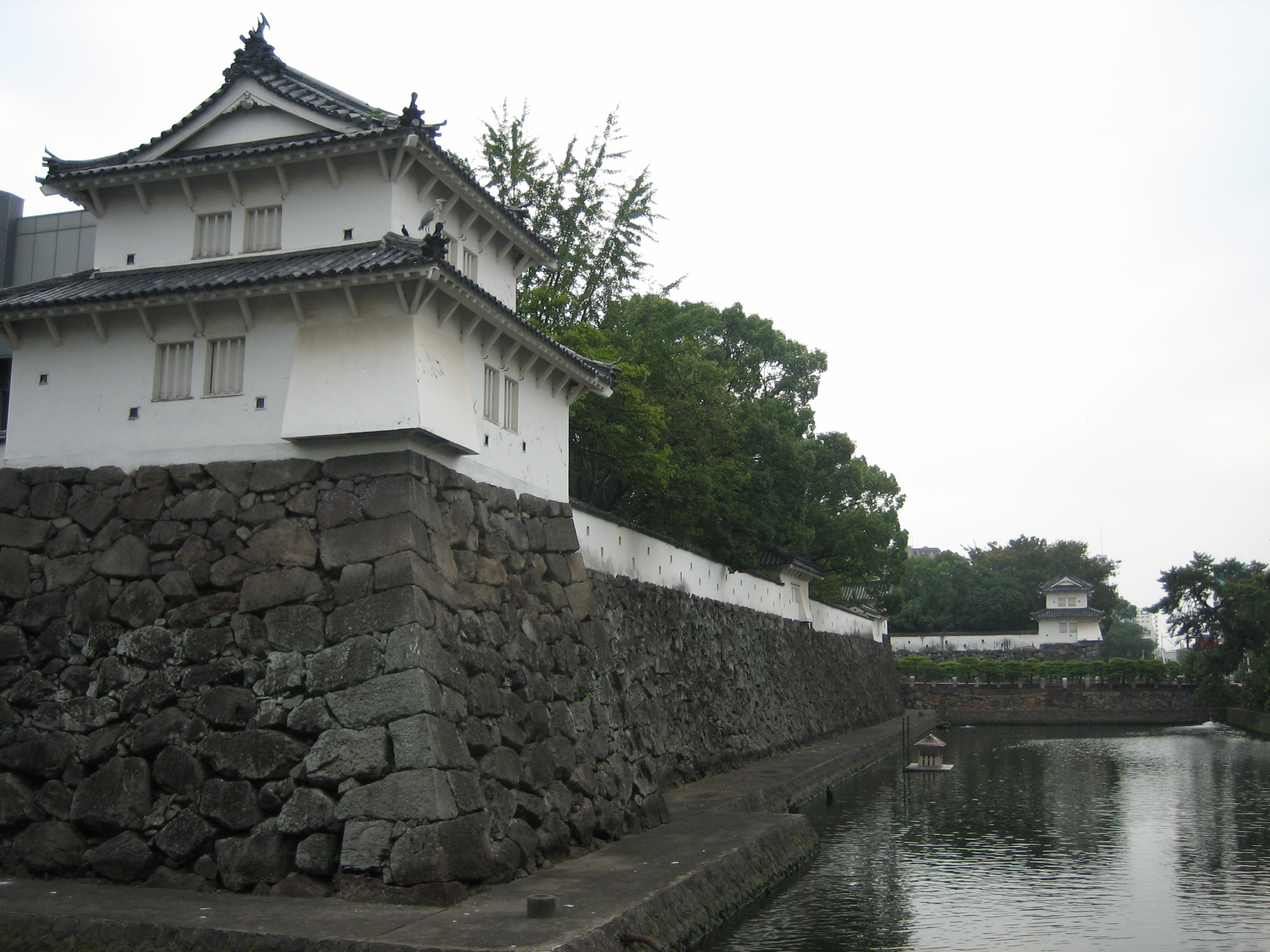
隅櫓 （大分城西ノ丸隅櫓）
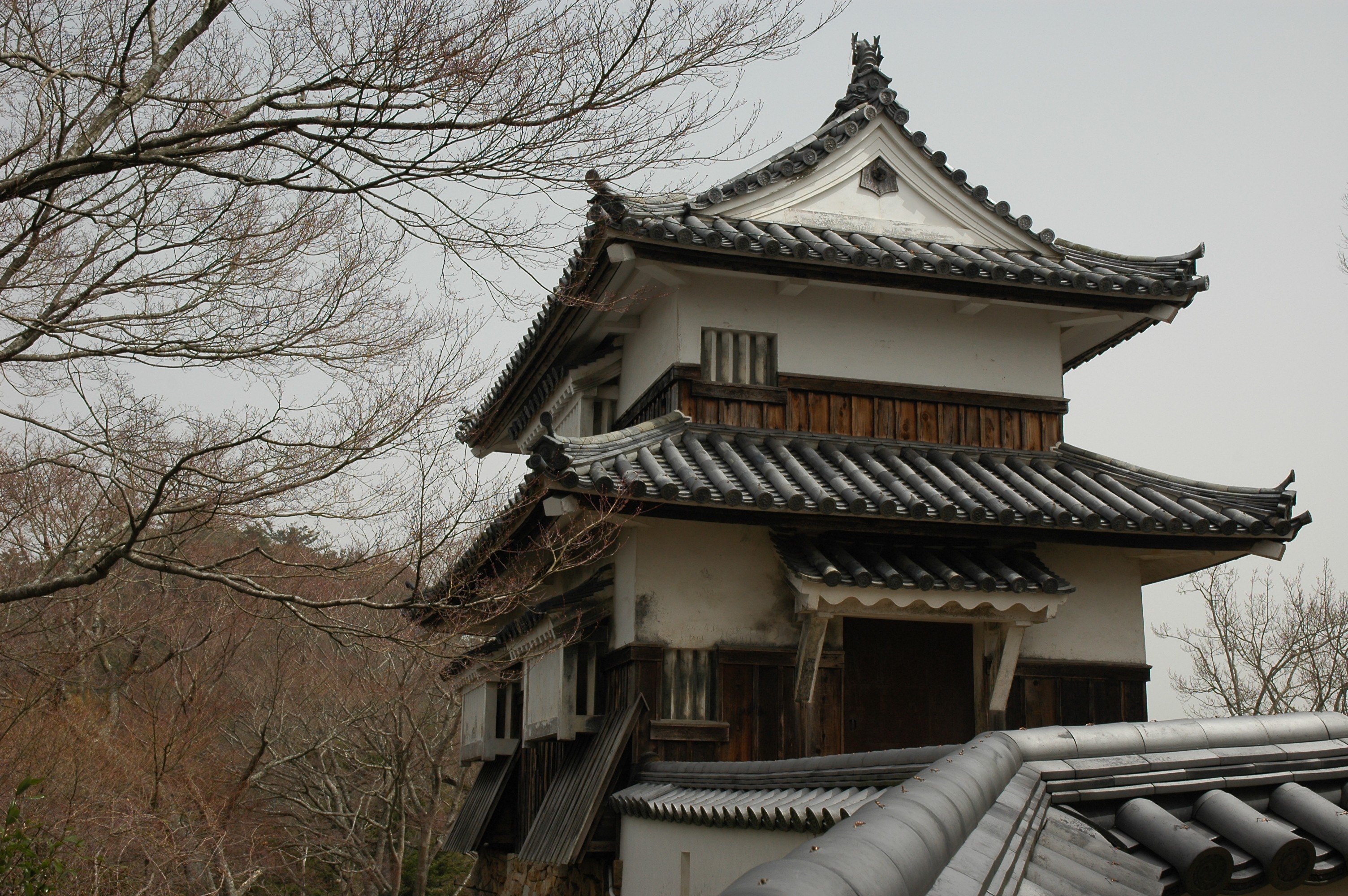
二重櫓 （松山城二重櫓）
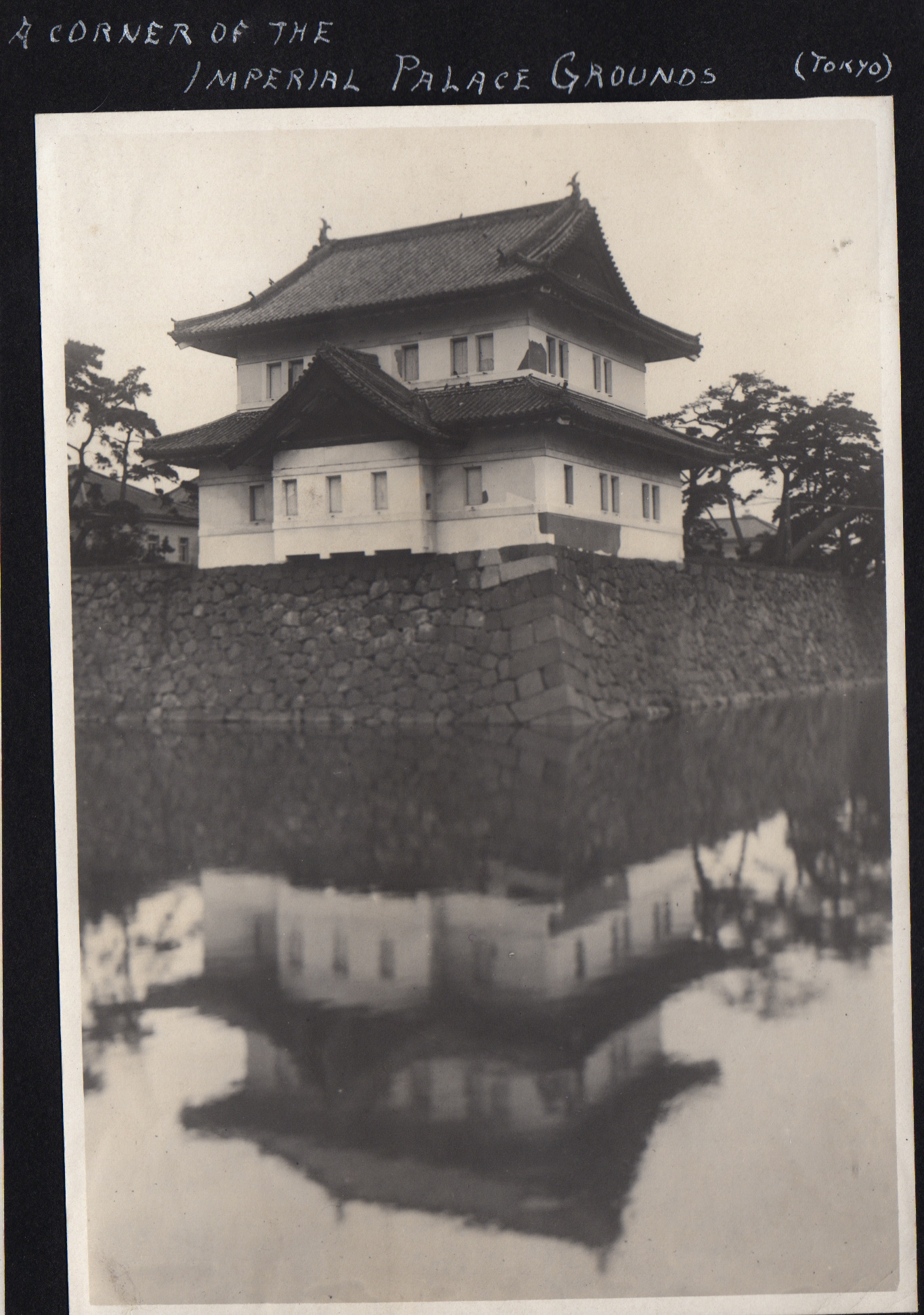
江戸城の巽二重櫓（1914年撮影）
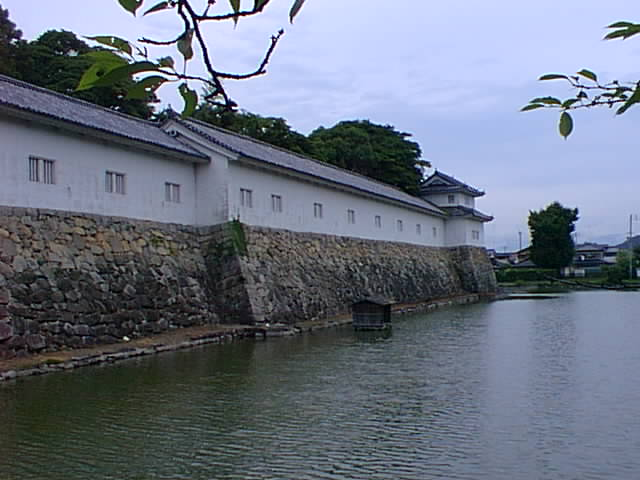
多門櫓 （彦根城佐和口多門櫓）
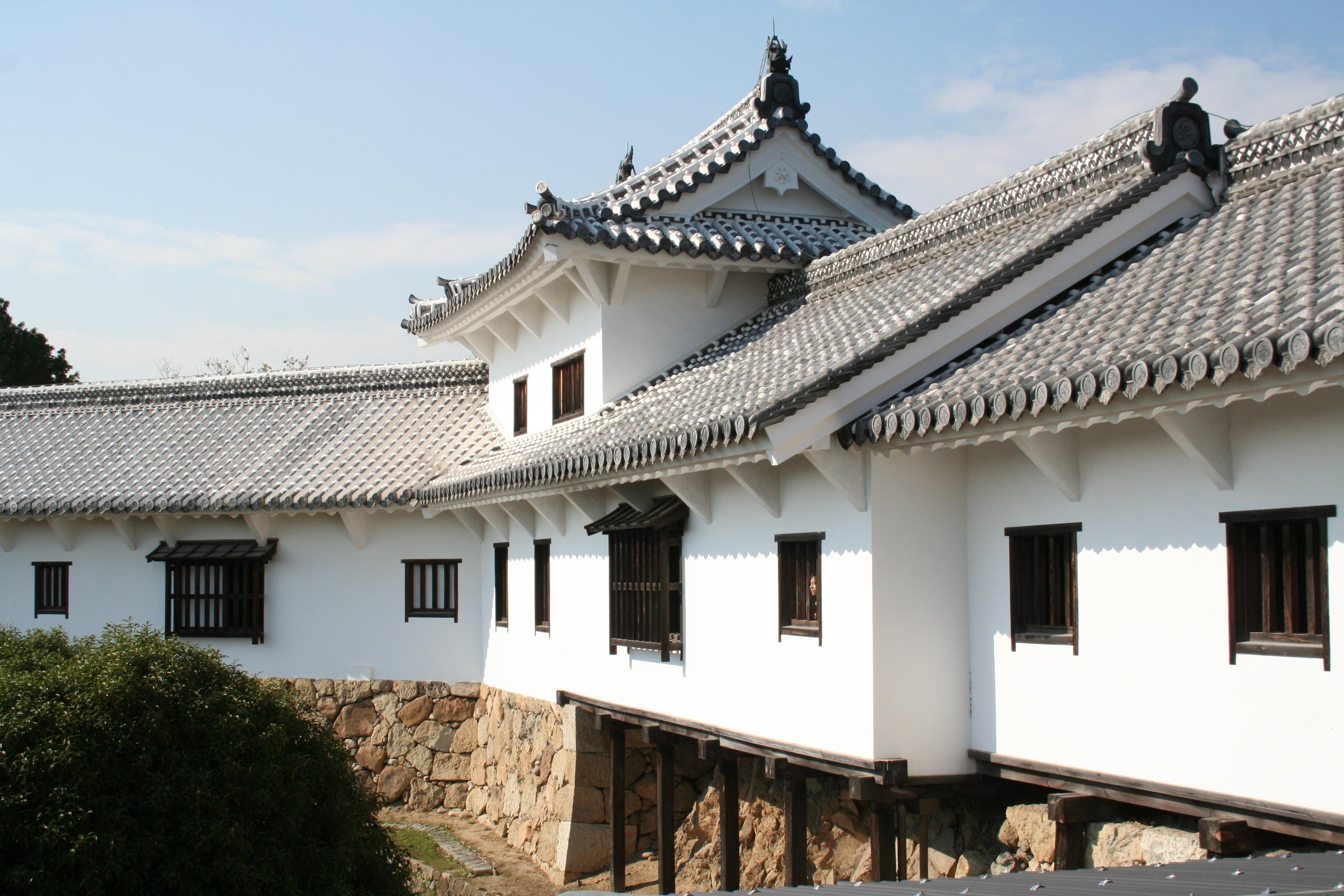
渡櫓 （姫路城西の丸）
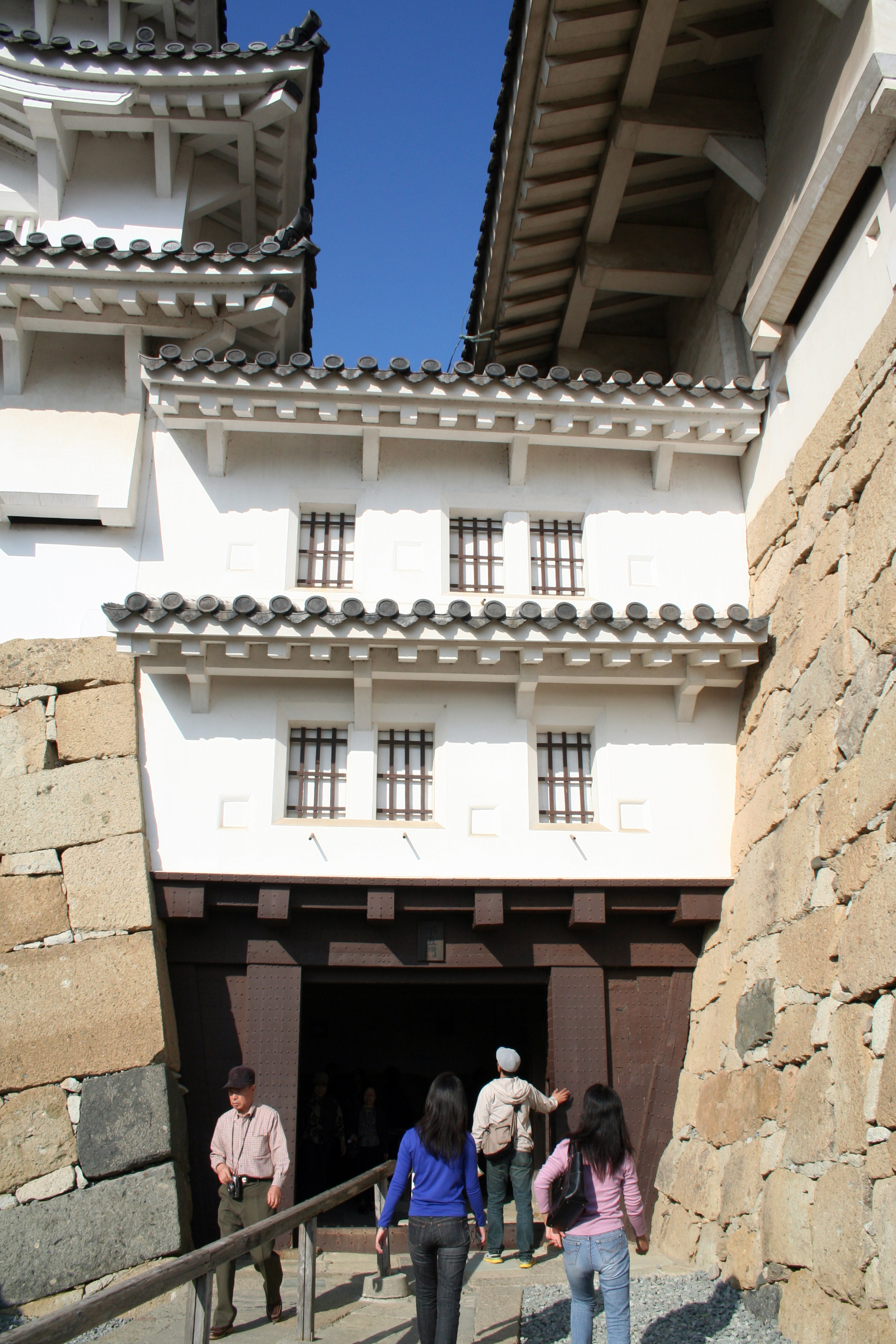
1階に門を伴う渡櫓 （姫路城ニの渡櫓）
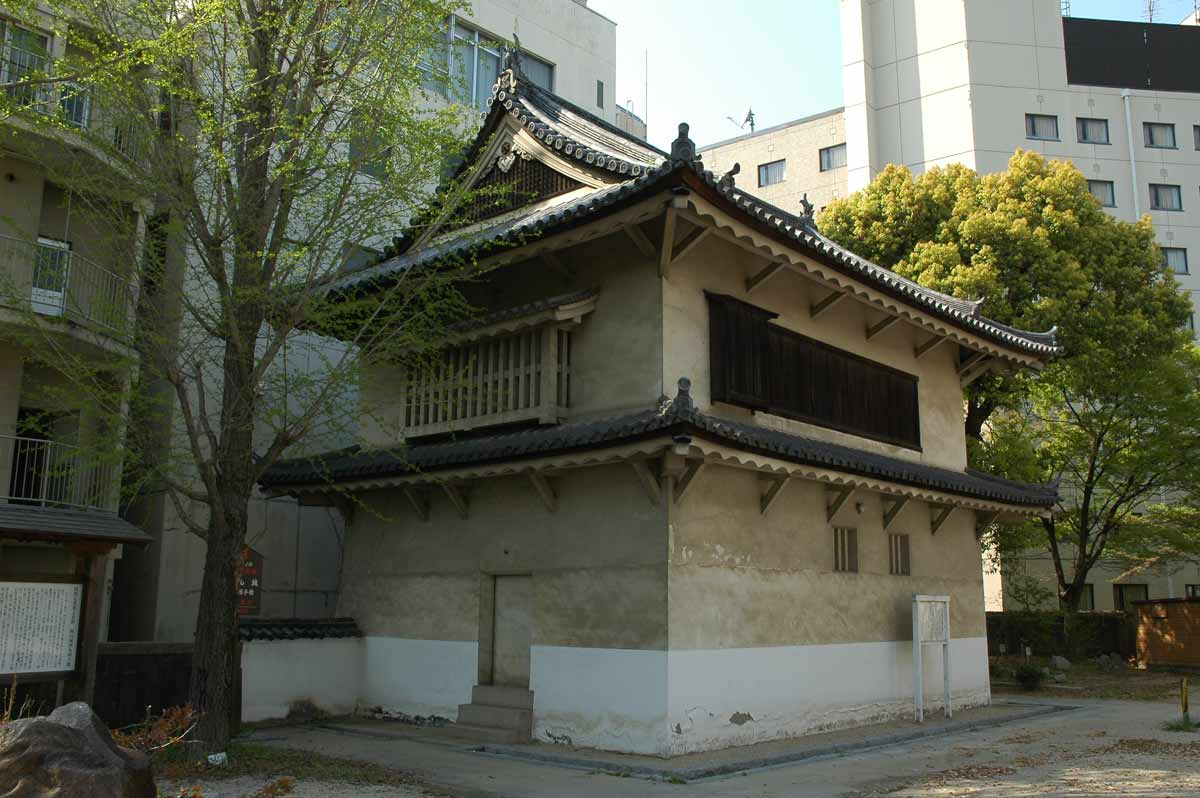
重箱櫓 （岡山城西の丸西手櫓）
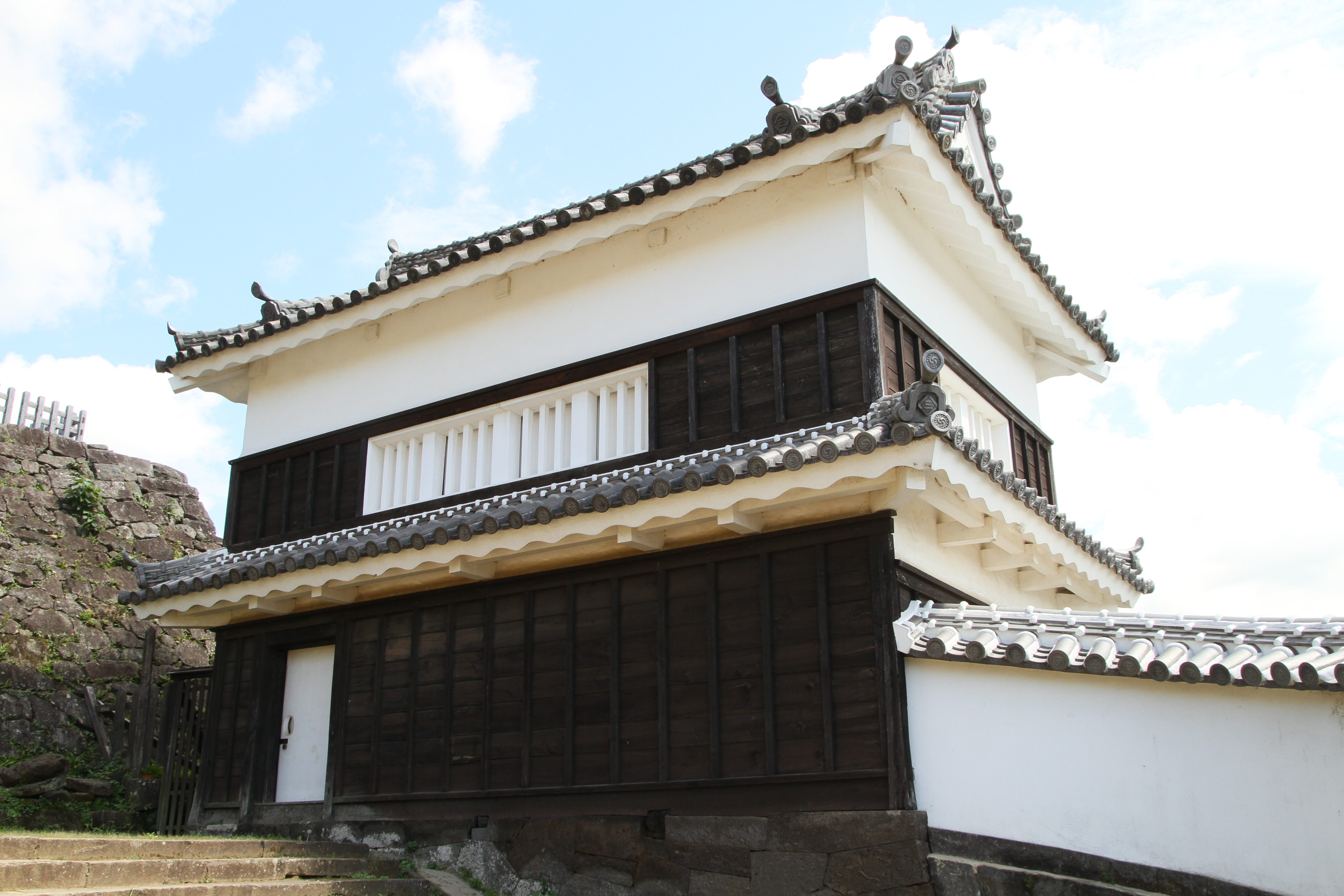
重箱櫓 （臼杵城畳櫓）
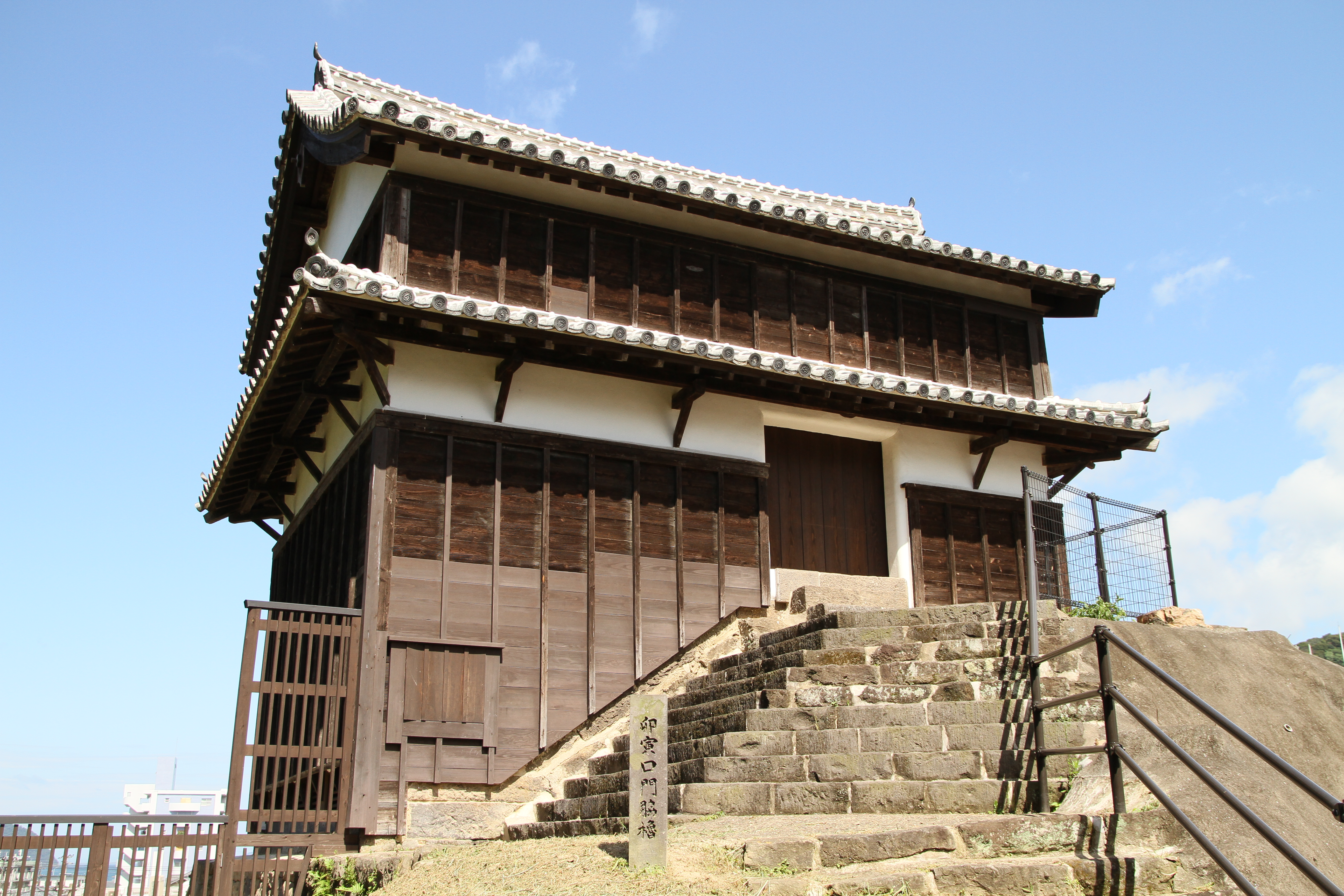
重箱櫓 （臼杵城卯寅口門脇櫓）
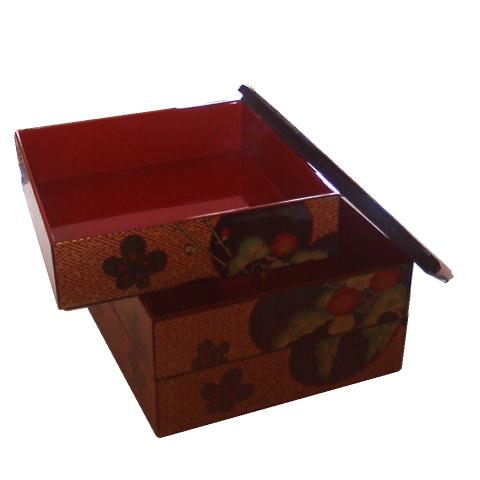
重箱櫓に名前の由来、四角の重箱
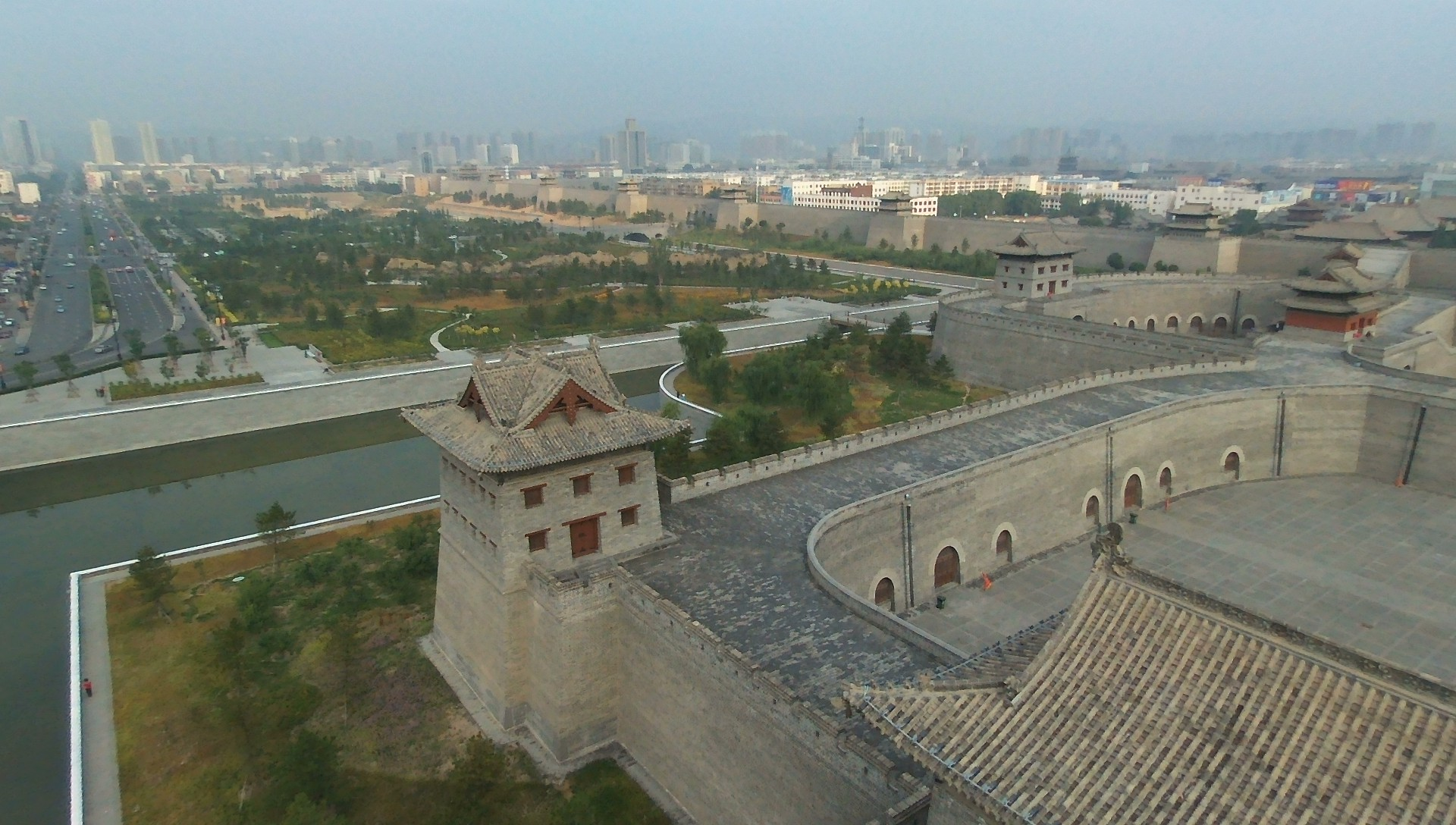
中国の角楼

## 用途による種類
櫓は戦時の防御機能の他、物資を貯蔵する倉庫としての役割があったが、その他には、以下のような用途も兼ねた櫓もあった。
- 太鼓櫓（たいこやぐら）・鐘櫓（かねやぐら）は城郭内の比較的見晴らしのよい場所に設置され、音によって時を知らせたり戦いの合図をするために建てられた。太鼓が置かれれば太鼓櫓、鐘を釣るせば鐘櫓である。福岡城のように太鼓櫓を「時櫓」と称する例もある。必ず設置される櫓で、現存例は姫路城・松山城にあり、復元したものの例は広島城にみられる。
- 月見櫓（つきみやぐら）は、その名の通り月見を目的とした櫓であるため、他の櫓に比べ開放的な構造で極端に開口部が大きいことが多い。御殿の奥向きの近く、また城の東側に造られることが多い。岡山城や松本城などに現存例がみられる。その類で涼櫓（すずみやぐら）というものもある。なお、讃岐高松城の月見櫓は「着見櫓」とも表記し、海から到着する船を監視するための用途があった。
- 富士見櫓（ふじみやぐら）も同様に富士山を眺めるための櫓とされる。関東地方に集中し、御三階櫓と同様に、幕府に憚って事実上の天守である天守代用櫓に名づけることもあった。現存例は、江戸城本丸跡にある。復元例としては宇都宮城のものがある。
- 井戸櫓（いどやぐら）は、内部に井戸を持つ櫓で、現存例は姫路城「井郭櫓」（いのくるわやぐら）がある。

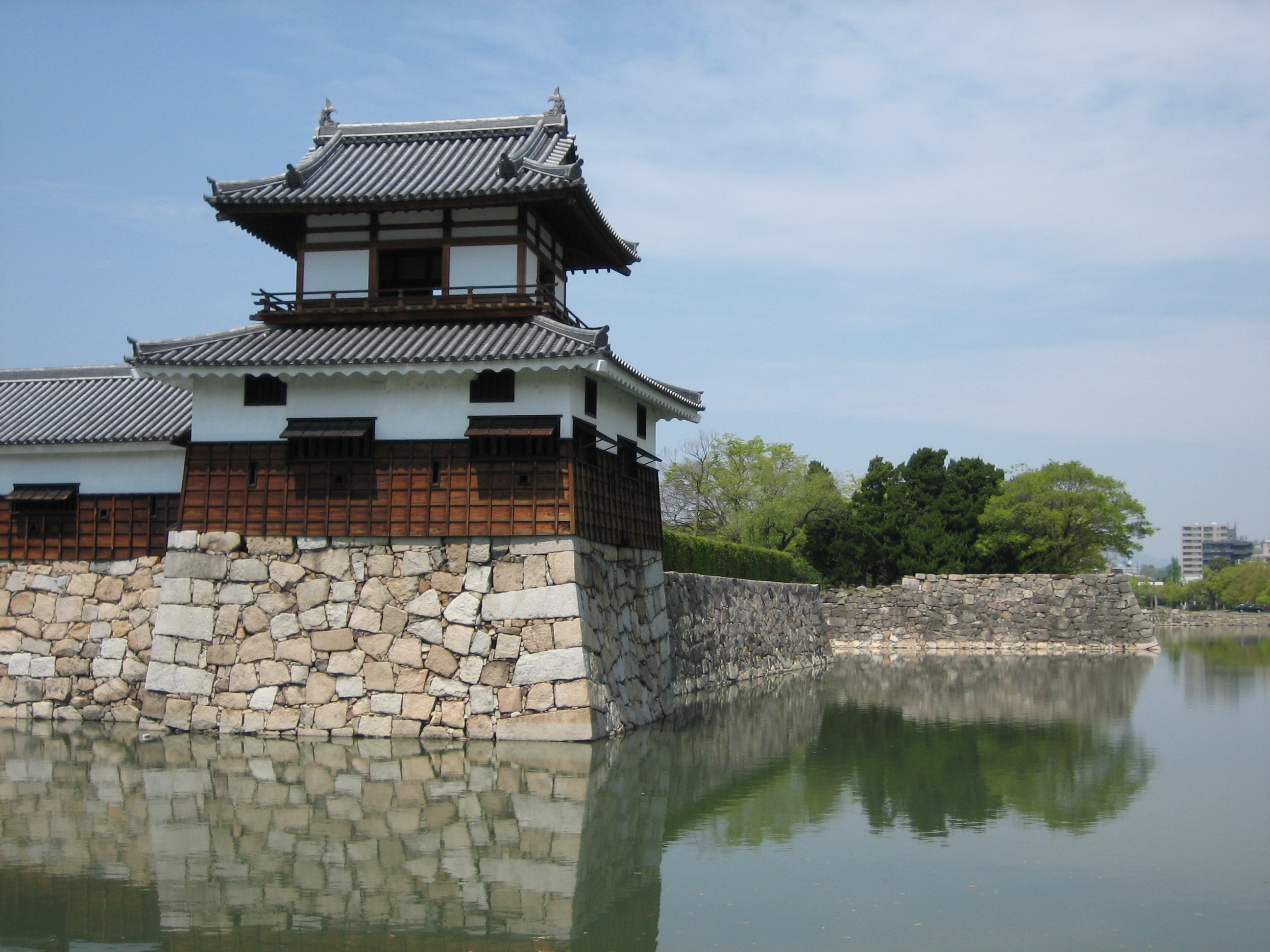
太鼓櫓（広島城）
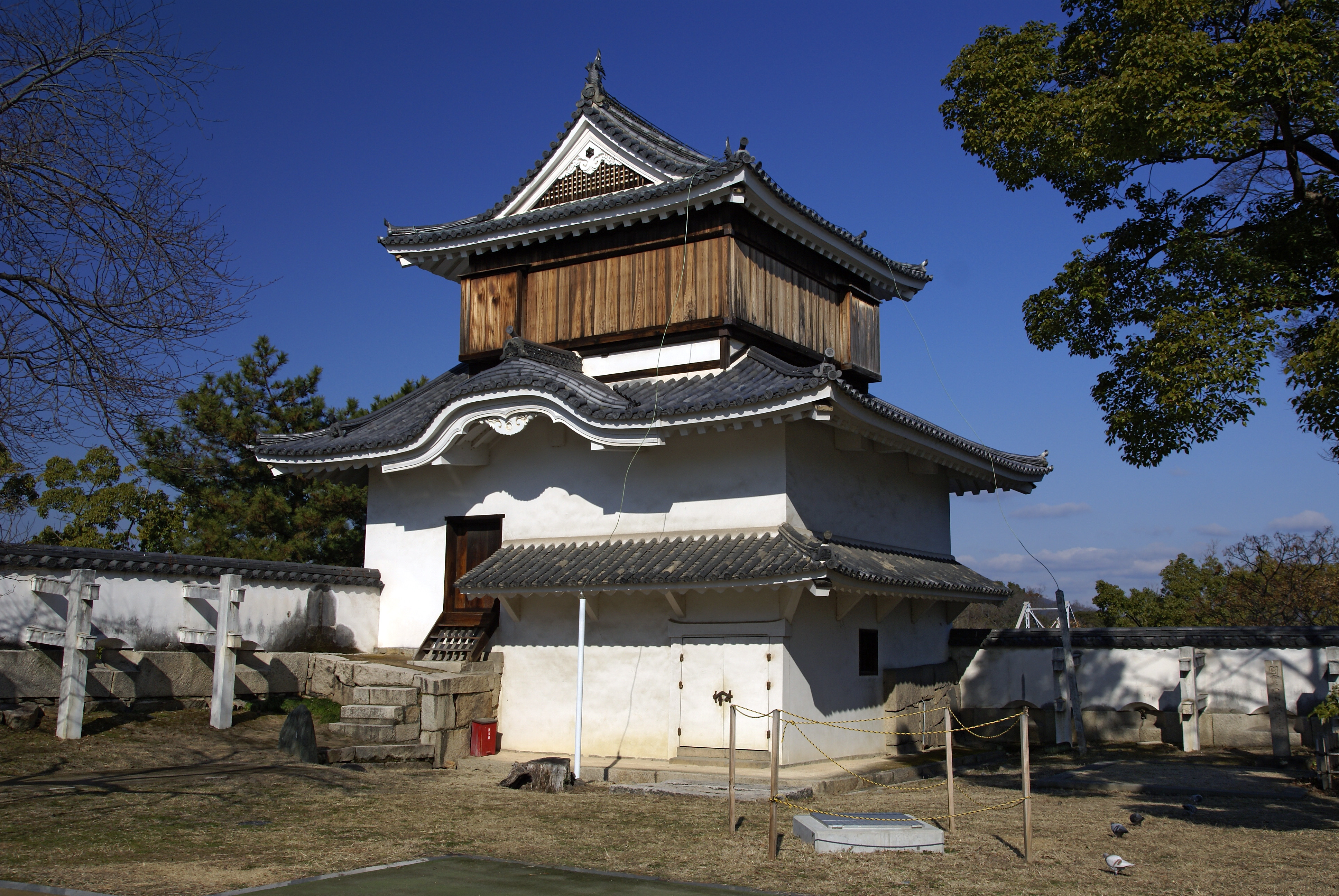
月見櫓（岡山城）
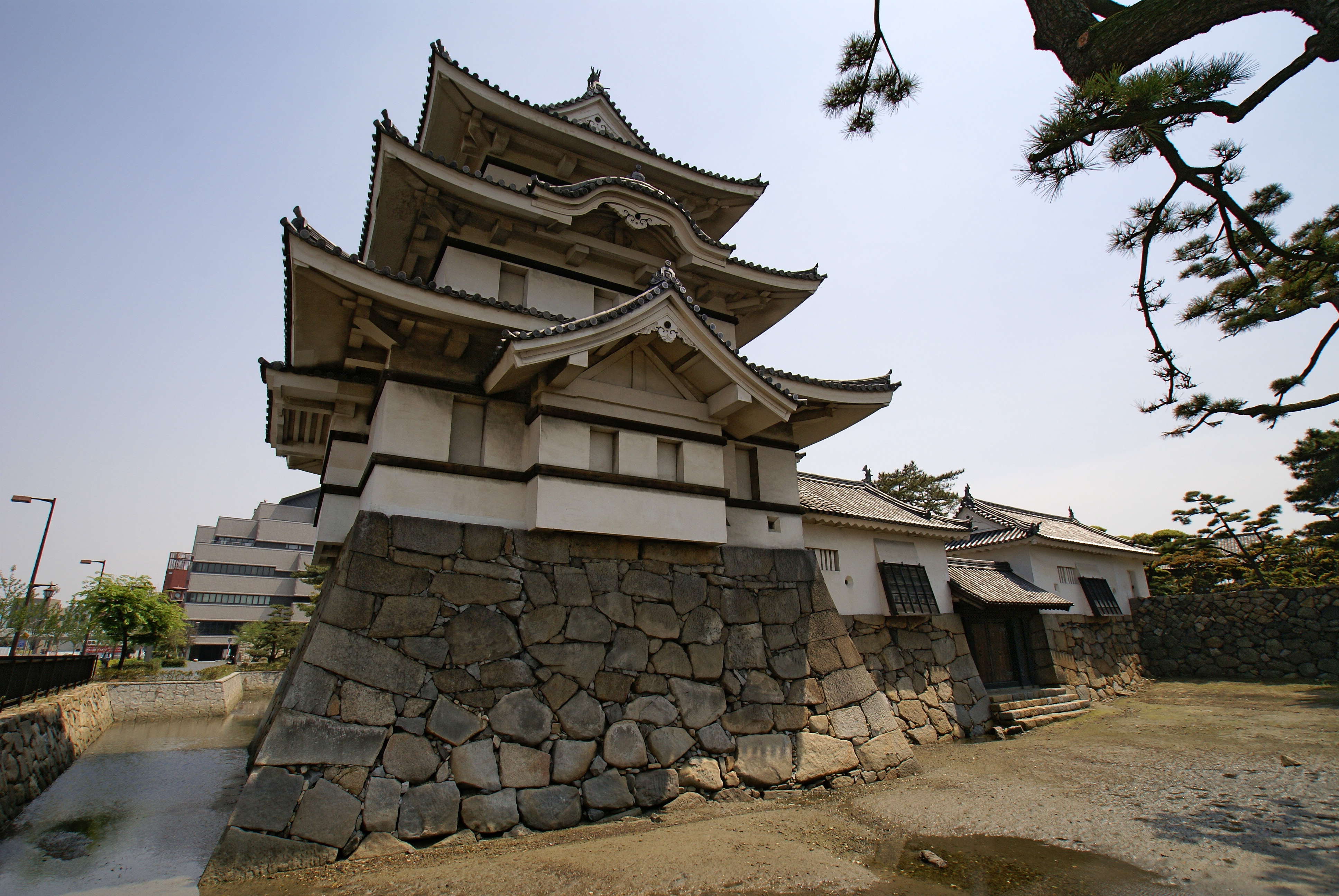
着見櫓（高松城）
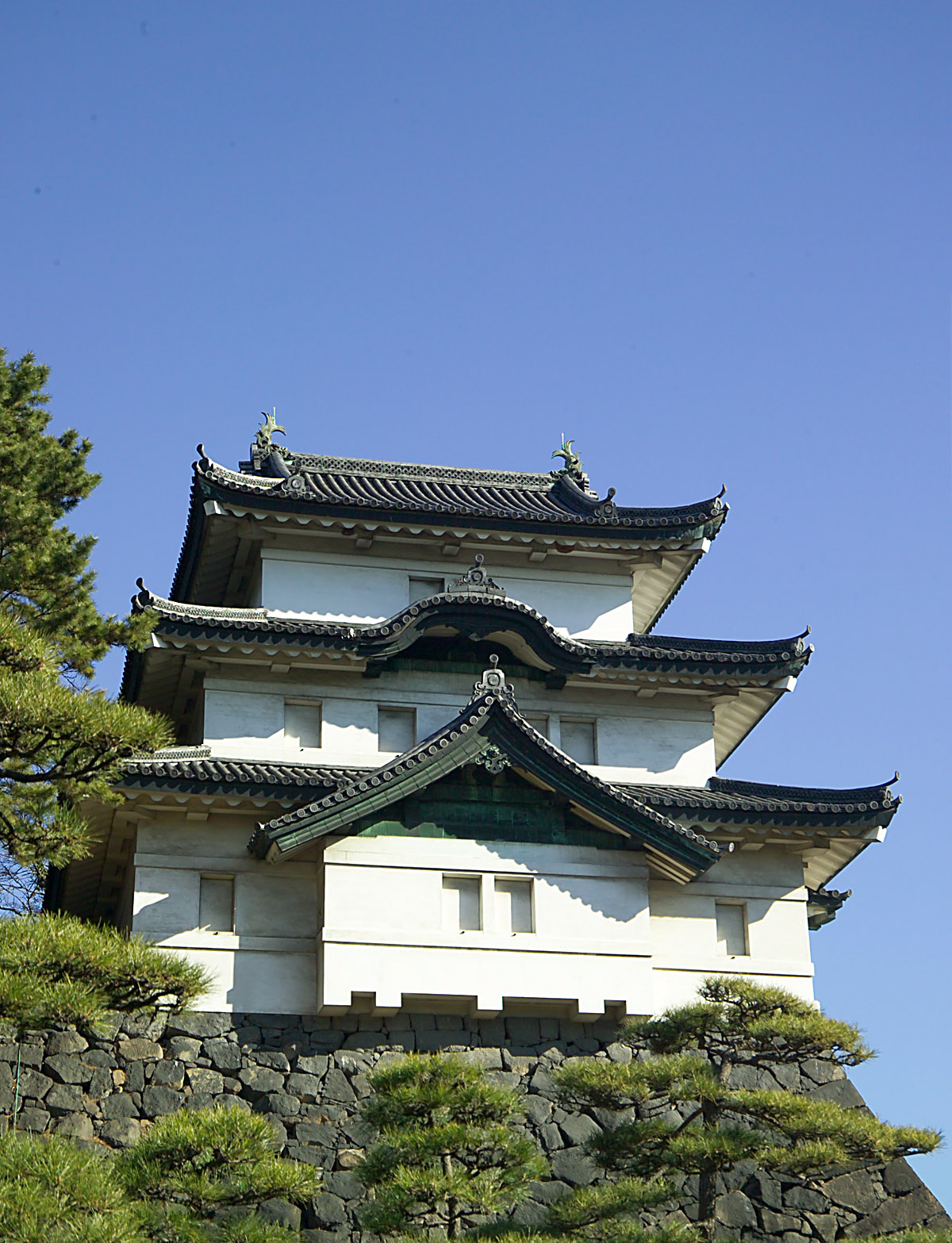
富士見櫓（江戸城）

### 物見櫓

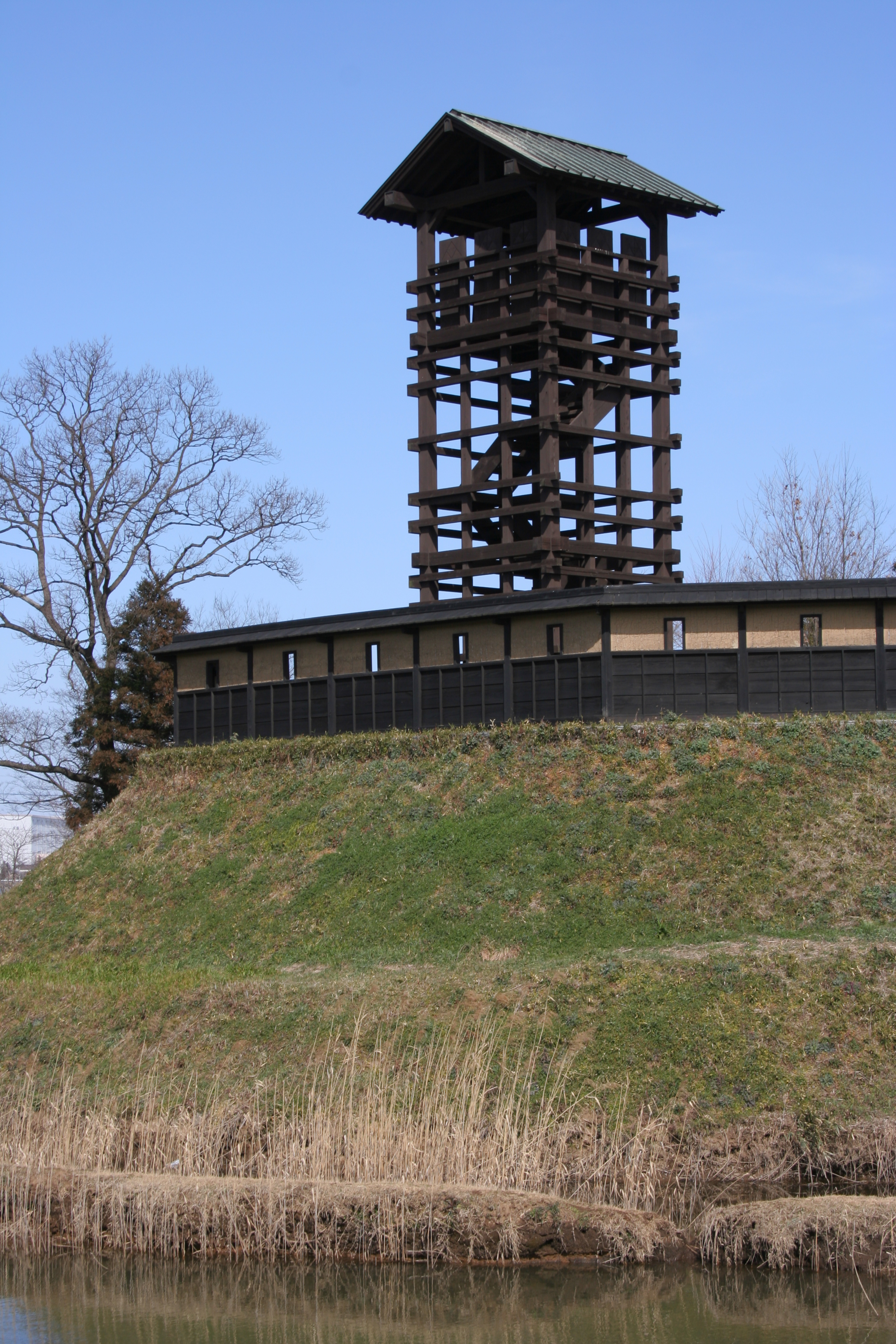
井楼（逆井城井楼矢倉〈復興建築〉）

櫓は防御の目的だけではなく、ものを観察・監視するためにも用いられる。これを物見櫓（ものみやぐら）という。物見櫓は、弥生時代にはすでに建てられており『魏志倭人伝』では、「楼観」という記述が見られ、同時期の遺跡と考えられている吉野ヶ里遺跡では物見櫓と見られる掘立柱建築の跡が出土している。時代を遡り、縄文時代中期に当たる紀元前3000年 - 紀元前2000年の遺跡である三内丸山遺跡（青森県）では大型の掘立柱の構造物または建築物の跡と見られる遺跡が出土しており、物見櫓の跡であるという説がある。同様の目的の構造物は城郭だけに限らず、京都市街の路上に建てられた監視用の櫓が『一遍上人絵伝』に描かれており、現在でも街中で見ることのできる火の見櫓もその類である。中世の城郭にも、丸太材や角材をくみ上げた井楼と呼ばれる高層櫓が建てられたが、このような中世城郭の物見櫓は戦国時代末期から江戸時代までには、近世城郭に見られる礎石の上に建てた土蔵造りの恒久的な建物となった。
- 井楼・井楼櫓（せいろう・せいろうやぐら） - 戦国時代には木材を組上げた仮設の建物が造られており、逆井城や遠江高根城の跡から掘立柱建物の遺構が出土している。支柱に丸太材や角材を井桁に組んだ構造で
- 着到櫓（ちゃくとうやぐら）・到着櫓（とうちゃくやぐら）・着見櫓（つきみやぐら） - 将兵の到着などを確認するための物見櫓である。主に門の周辺に建てられた。同様のもので、海に面した城にのみあるが海の様子を観察する潮見櫓（しおみやぐら）がある。[2][4]

### 天守代用櫓
天守を焼失・破却した城、または都合で天守が建造されなかった城で、御三階櫓などと称して事実上または実質上の天守と位置づけられた櫓。
御三階櫓としての現存例は弘前城跡と丸亀城跡にある。それ以外の呼称で天守代用とされた櫓の現存例は、明石城（坤櫓）と江戸城（富士見櫓）がある。
復元例としては新発田城（御三階櫓）・白河小峰城（三重櫓）・白石城（大櫓）・宇都宮城（清明台櫓）がある。

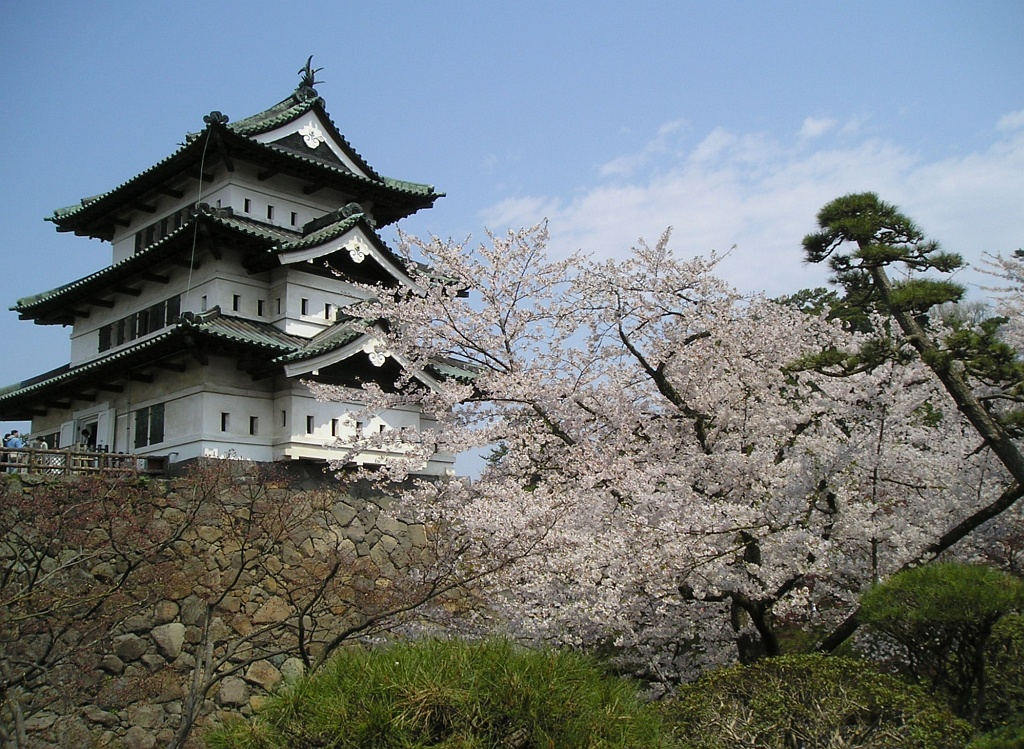
弘前城の御三階櫓
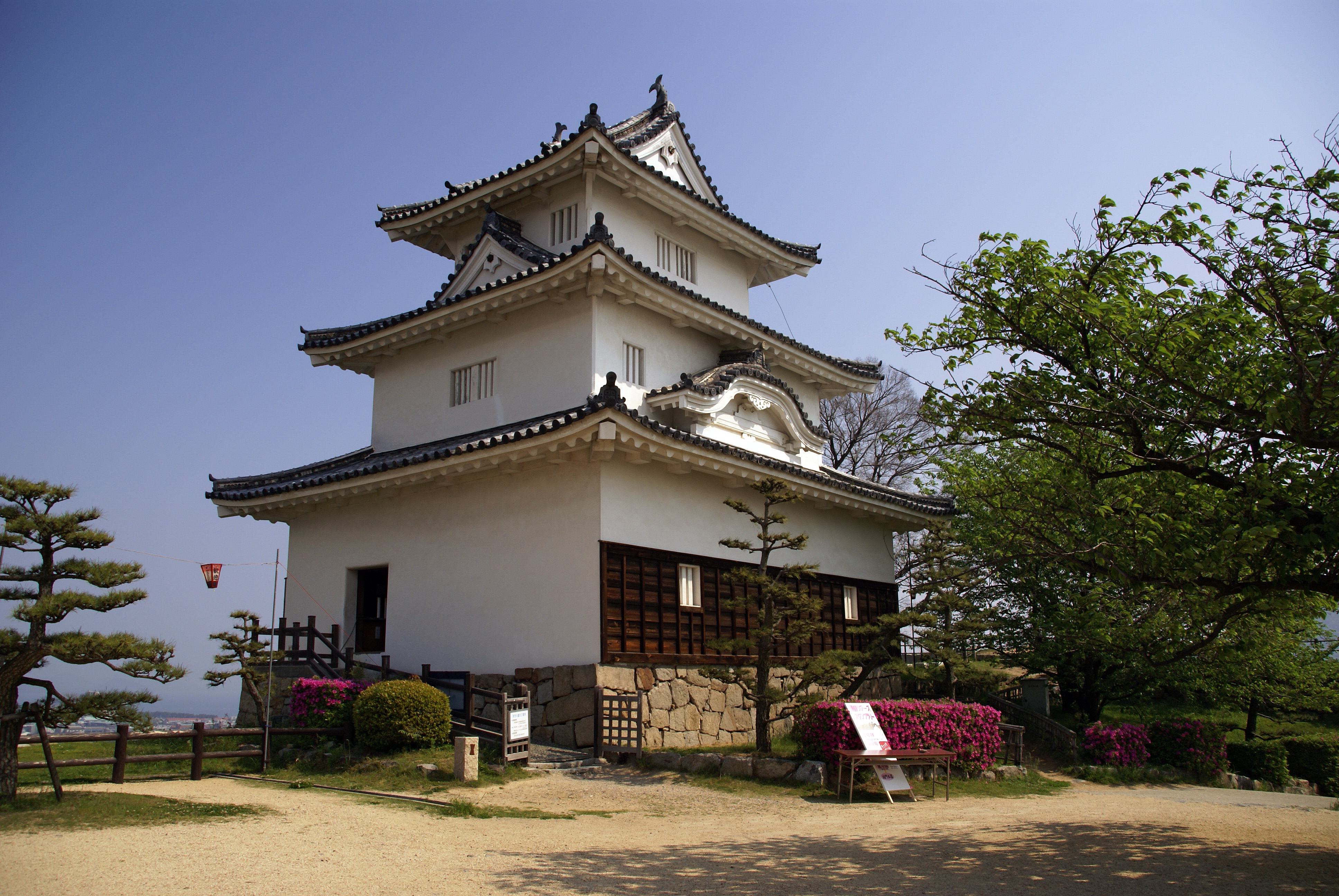
丸亀城の御三階櫓
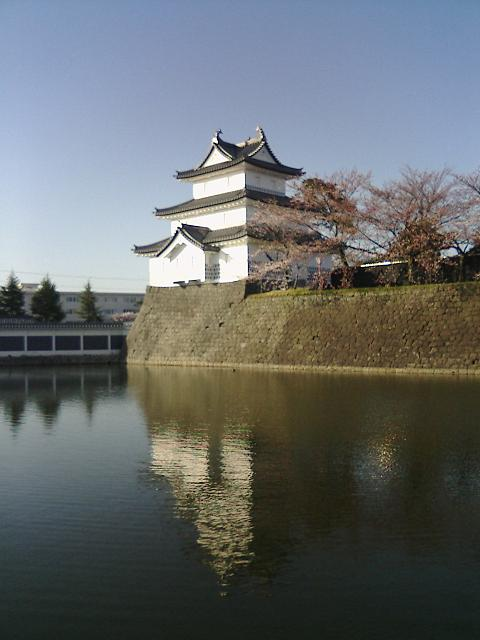
新発田城三階櫓
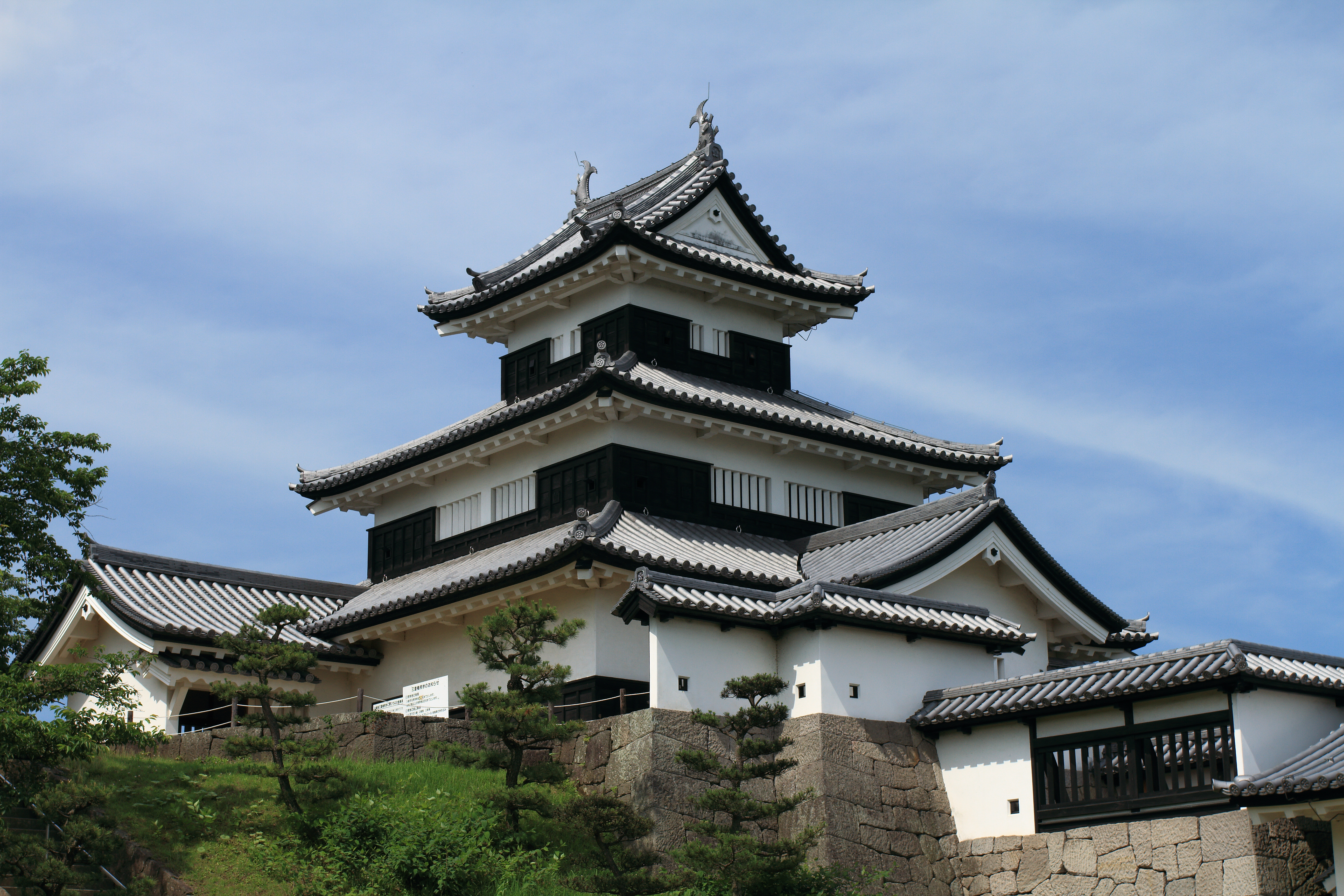
白河小峰城三重櫓

## 櫓の名称

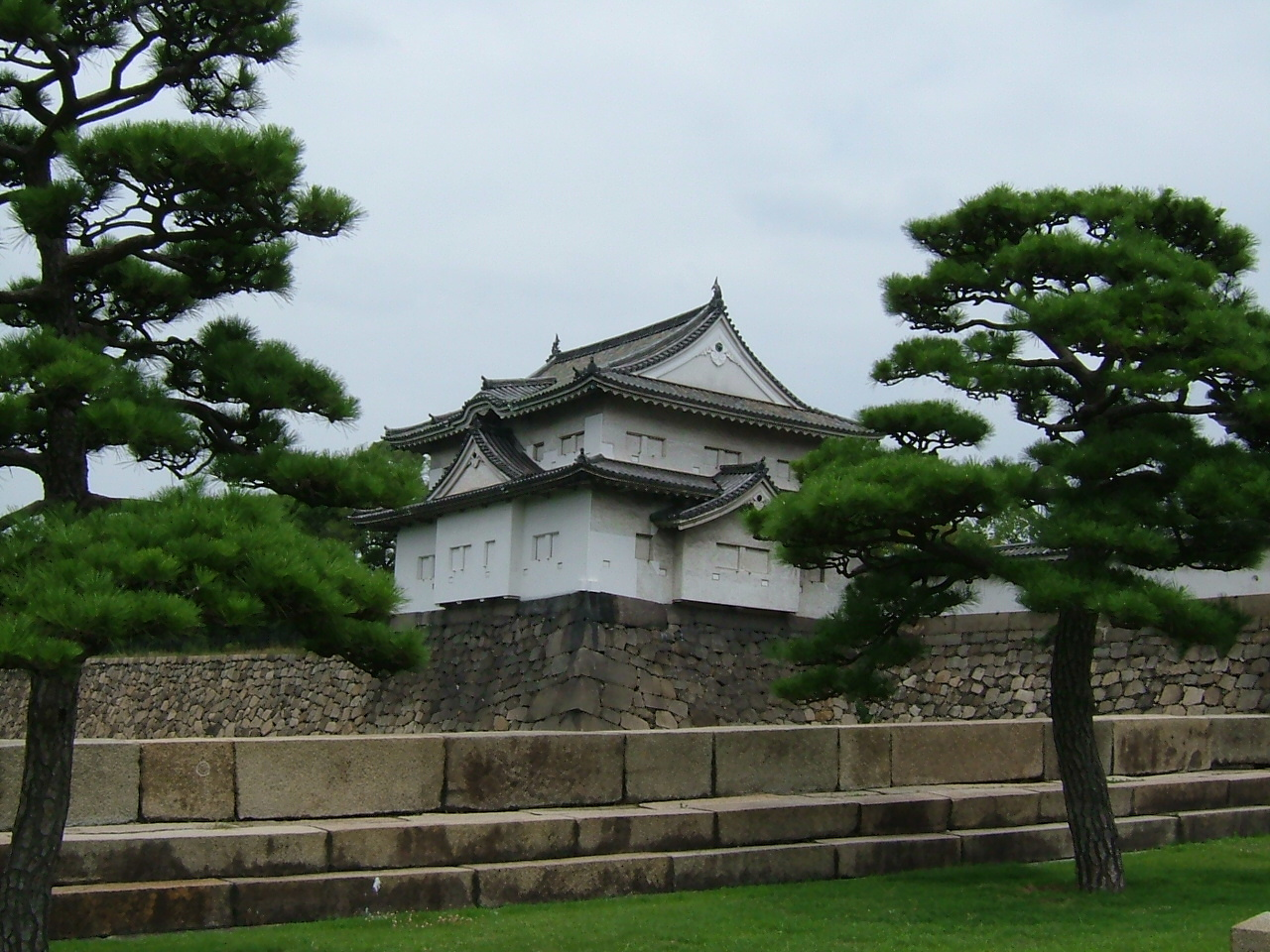
千貫櫓（大坂城）
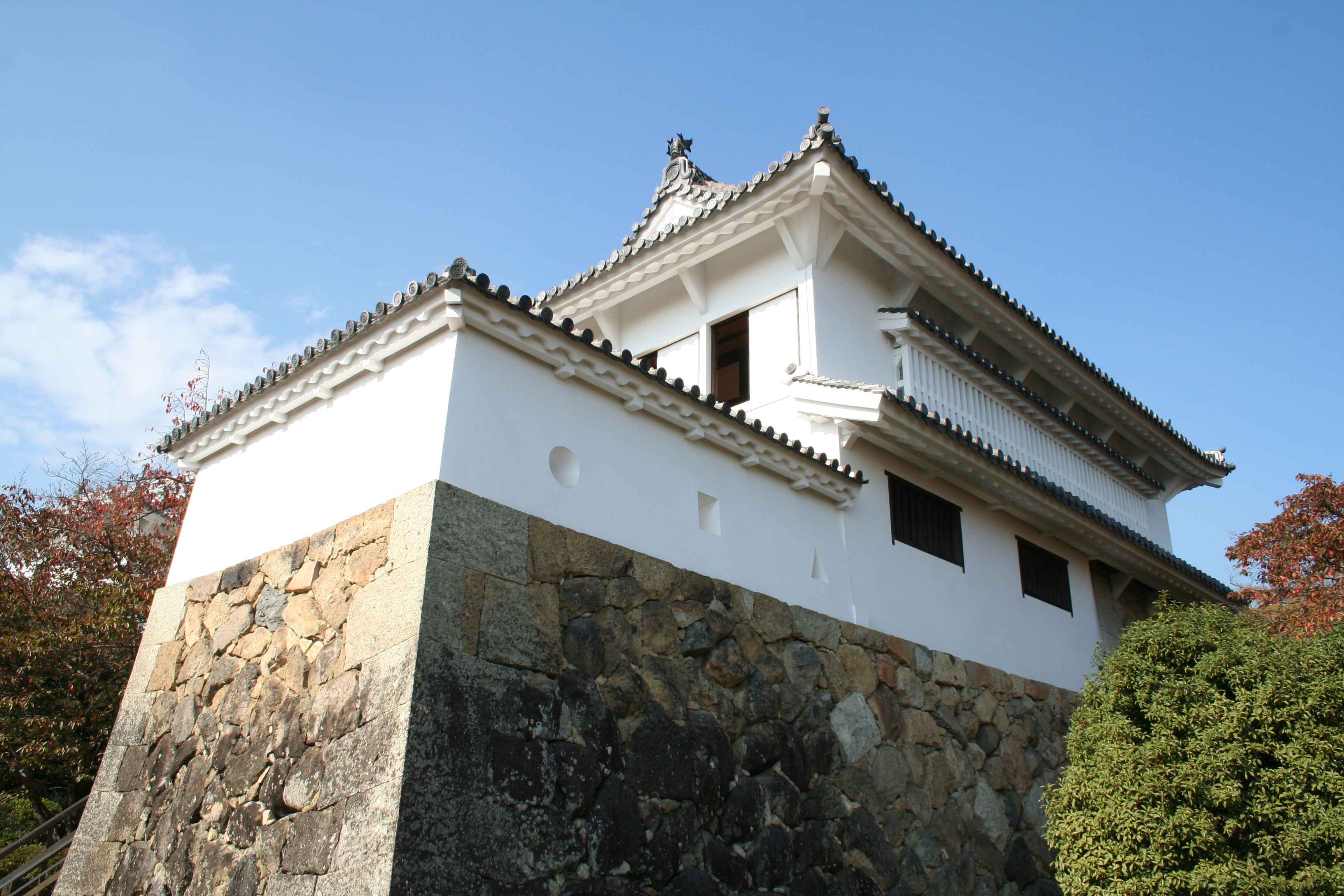
化粧櫓（姫路城）

貯蔵物に由来する名の櫓
兵糧

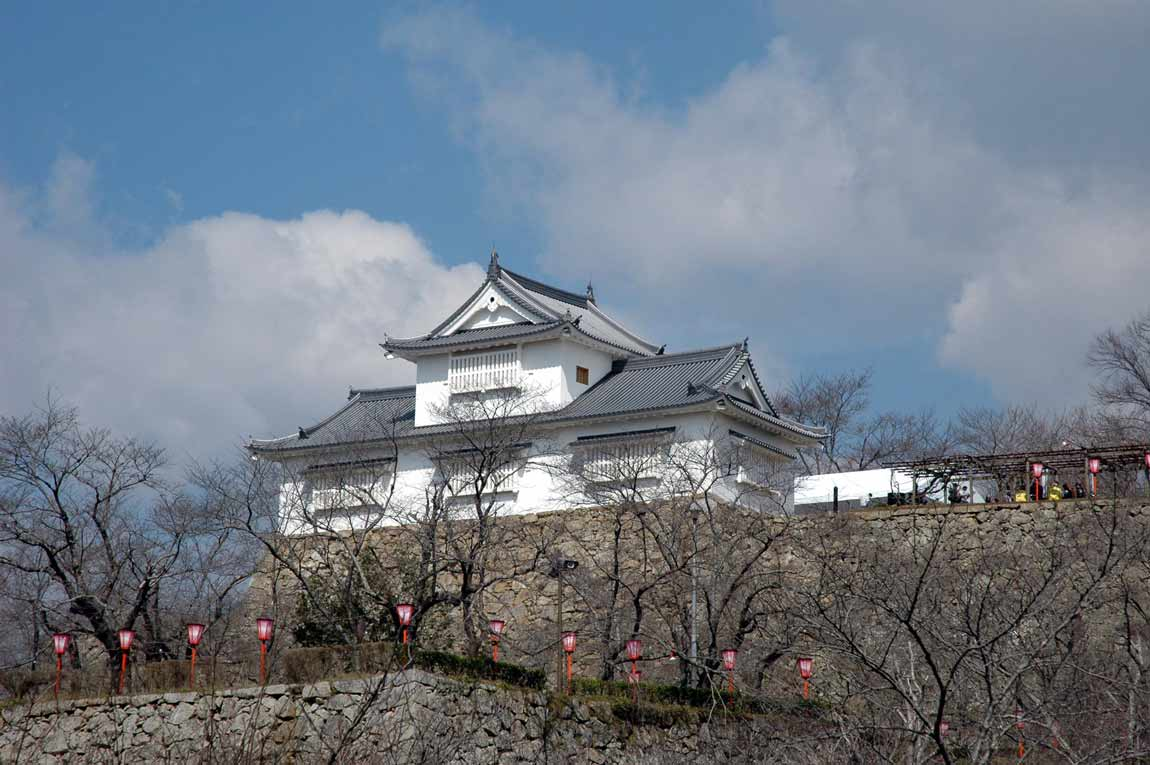
塩櫓（しおやぐら） - 塩を備蓄した（姫路城・津山城など）
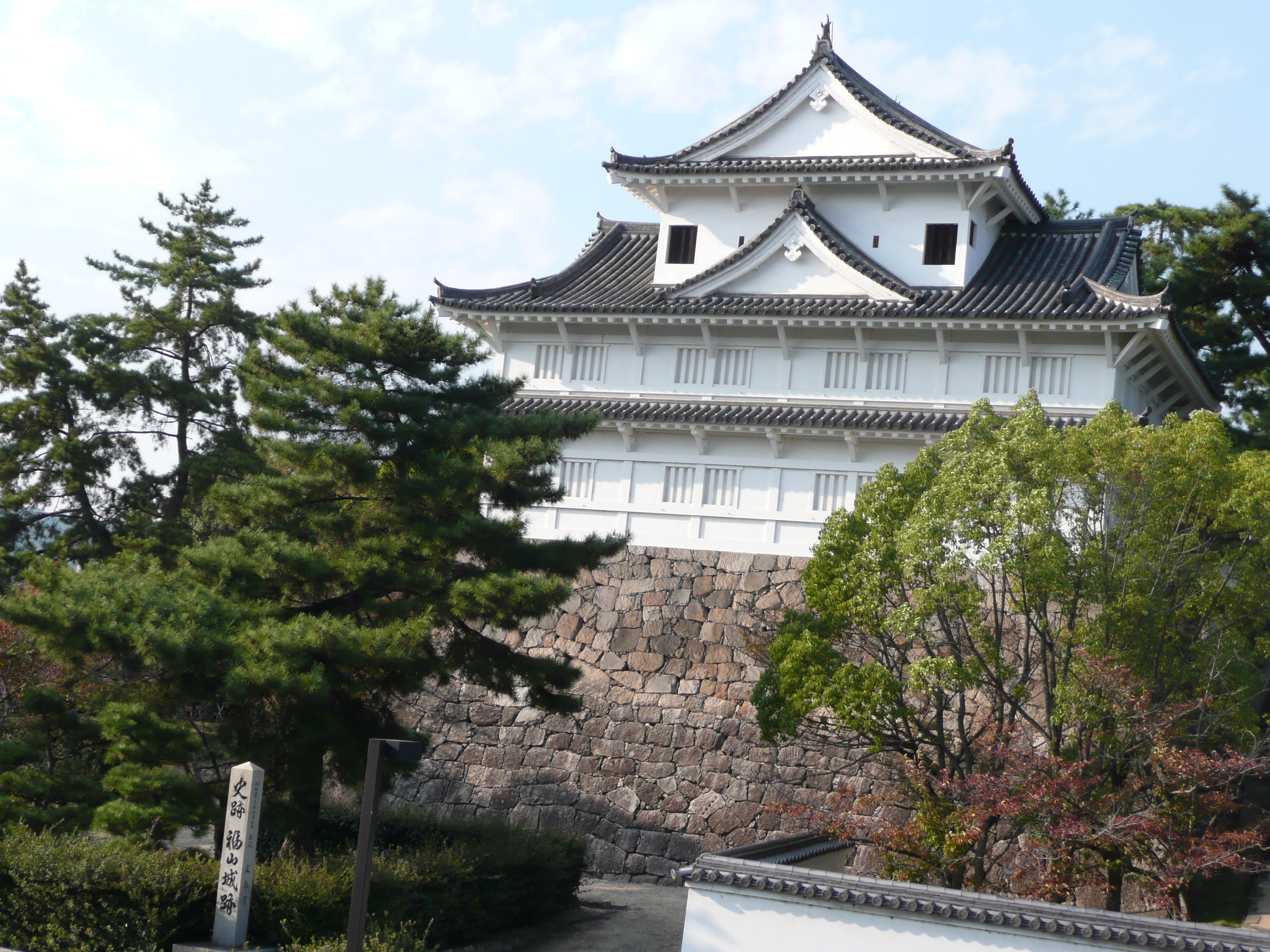
干飯櫓（ほしいいやぐら） - 糒（ほしいい）を備蓄した（会津若松城・岡山城など）
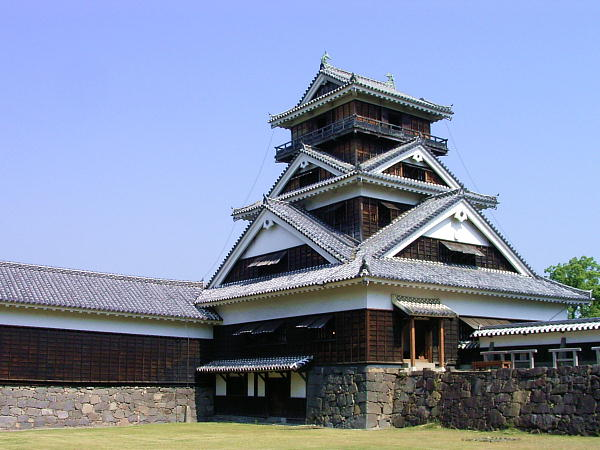
荒和布櫓（あらめやぐら） - 海草を乾燥させたものを備蓄した（名古屋城、福山城、津山城など）
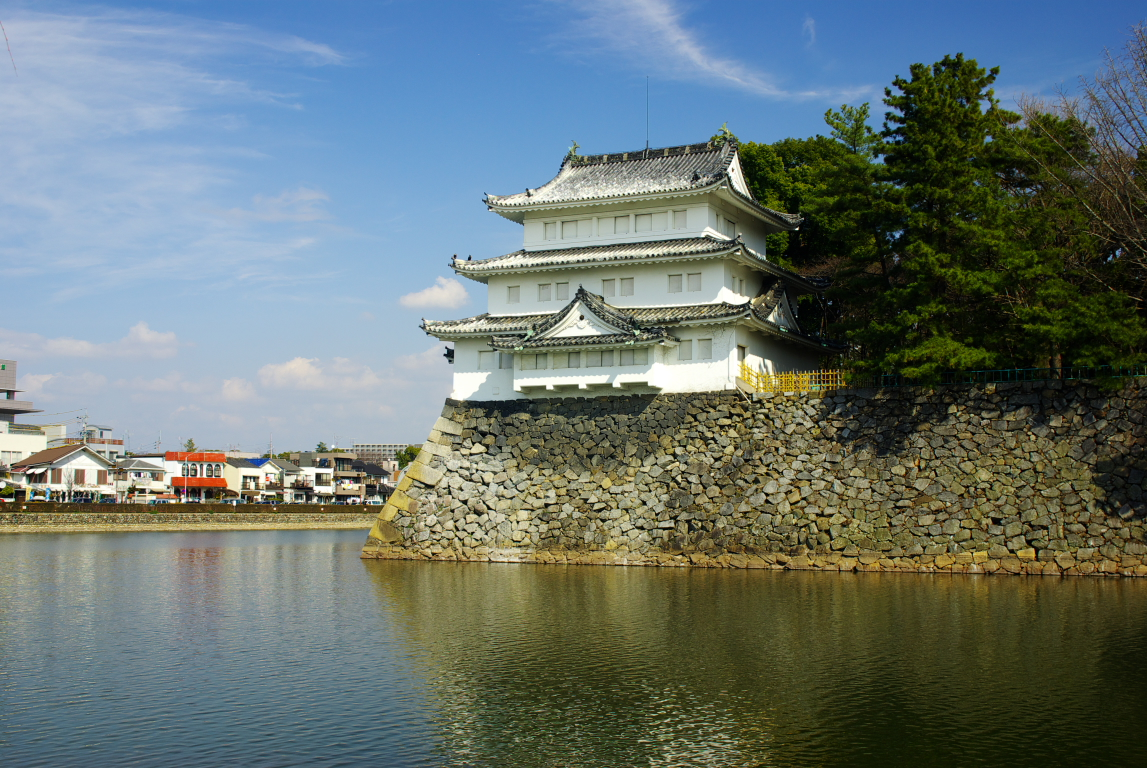
西北隅櫓（名古屋城）

道具
- 旗櫓（はたやぐら） - 旗指物を収容した（徳島城・古河城など）
- 鉄砲櫓（てっぽうやぐら） - 鉄砲を収容した（新発田城・福岡城など）
- 煙硝櫓（えんしょうやぐら） - 鉄砲の弾薬や火薬を収容した。玉櫓ともいわれる
- 弓櫓（ゆみやぐら） - 弓矢を収容した（名古屋城、岡山城など）
- 大筒櫓（おおづつやぐら） - 大砲を収容した。石火矢櫓ともいわれる
- 具足櫓（ぐそくやぐら） - 具足を収容した（高取城）
- 納戸櫓（なんどやぐら） - 日常の生活用品を収納した。大納戸櫓や小納戸櫓という名前で呼ばれる（岡山城）

数詞・イロハ
多数ある櫓群を数やイロハで数的に呼称した櫓。一番櫓から七番櫓の櫓群（大坂城）、イロハ付きの櫓群（姫路城）。
方位
櫓の建つ位置・方位に由来する名称が付けられた櫓。東南隅櫓・西南隅櫓・西北隅櫓（名古屋城）、丑寅櫓・辰巳櫓・未申櫓（弘前城）、巽櫓・坤櫓（明石城）など。
地名・移築
国名や地名に由来する名称、移築元に由来する名称が付けられた櫓。備中櫓（津山城）、日比谷櫓（江戸城）など。
伏見櫓（ふしみやぐら）は、指月山または小幡山伏見城から移築したという伝承に由来する。福山城（備後国）、江戸城、大坂城、尼崎城などの櫓に移築伝承があり、そのうち福山城の伏見櫓に移築の痕跡が確認されている。名古屋城御深井丸西北隅櫓は清洲城の天守または小天守を移築したものとの伝承から別名清洲櫓（きよすやぐら）と呼ばれている。また、福山城（備後国）の神辺一番櫓、神辺二番櫓、神辺三番櫓、神辺四番櫓の神辺とは神辺城からの移築によるものと伝えられる。
熊本城宇土櫓（うとやぐら）の名称由来については宇土城天守移築説があるが、移築の痕跡は確認されていない。宇土櫓の項に詳しいが、宇土櫓のある平左衛門丸には、加藤清正が関ヶ原の戦いの際に攻め落とした宇土城を本拠とする小西行長の、家臣らを収容していた施設が併設されていたことにちなむ。
- 備中櫓（津山城）
- 伏見櫓（福山城）
- 宇土櫓（熊本城）
- 西北隅櫓（名古屋城）

その他
逸話・伝承などに由来する名称などが付けられた櫓もある。
大坂城の千貫櫓は、石山本願寺の時、横矢をきかせる櫓があり、石山合戦の際に織田信長はこの櫓の攻略に千貫の褒賞金を掛けたと言われることから通称されるようになったと伝えられる。
ほかに、千姫が姫路城の当時城主であった本多忠政に嫁ぐときに持参した「化粧料」で上げられた化粧櫓ほか、津山城には白土櫓・色附櫓、鹿野城にはオランダ櫓・朝鮮櫓などの名付け例がある。
鹿櫓・烏櫓（高松城）、狸櫓（平戸城）など、動物に由来する名称が付けられた櫓もあった。
- 千貫櫓（大坂城）
- 化粧櫓（姫路城）

## 現存一覧
国宝の櫓
- 松本城 - 渡櫓、辰巳附櫓、月見櫓（天守付属の建築群の内）
- 彦根城 - 附櫓及び多聞櫓（天守付属の建築群）
- 姫路城 - イ・ロ・ハ・ニの渡櫓（天守付属の建築群の内）

重要文化財（国指定）の櫓
- 弘前城 - 二の丸辰巳櫓、二の丸未申櫓、二の丸丑寅櫓
- 新発田城 - 二の丸隅櫓
- 明石城 - 巽櫓、坤櫓
- 姫路城 - 帯櫓など27棟
- 金沢城 - 三十間長屋、石川門櫓、続櫓
- 名古屋城 - 西南隅櫓、東南隅櫓、西北隅櫓
- 彦根城 - 天秤櫓、西の丸三重櫓及び続櫓、太鼓門続櫓、二の丸佐和口多聞櫓
- 二条城 - 東南隅櫓、西南隅櫓
- 大坂城 - 多聞櫓（渡櫓、続櫓）、千貫櫓、乾櫓、一番櫓、六番櫓
- 岡山城 - 月見櫓、西の丸西手櫓
- 備中松山城 - 二重櫓
- 福山城 - 伏見櫓
- 高松城 - 北の丸月見櫓、北の丸渡櫓、旧東の丸艮櫓
- 松山城 - 三の門南櫓、二の門南櫓、一の門南櫓、乾櫓、野原櫓、隠門続櫓
- 大洲城 - 台所櫓、高欄櫓、苧綿櫓、三の丸南隅櫓
- 高知城 - 東多聞、西多聞
- 福岡城 - 南の丸多聞櫓および西隅櫓
- 佐賀城 - 鯱の門および続櫓
- 熊本城 - 宇土櫓など11棟　宇土櫓は最近の城郭研究（西ヶ谷恭弘ら）では天守として扱われることがある。

都道府県県指定有形文化財の櫓
- 上田城 - 南櫓・北櫓・西櫓（長野県宝）
- 笠間城 - 櫓（旧八幡台櫓、移築現存）
- 高崎城 - 乾櫓（移築現存、群馬県指定）
- 福岡城 - 伝・潮見櫓、本丸祈念櫓（移築復元・現存、福岡県指定）
- 府内城 - 人質櫓、宗門櫓（大分県指定）

市町村指定有形文化財の櫓
- 田中城 - 本丸櫓（移築復元・現存、藤枝市指定）
- 日出城 - 北東隅櫓（鬼門櫓）（移築復元・現存、日出町指定）

文化財未指定の近世城郭の櫓
- 江戸城（皇居） - 富士見三重櫓、桜田巽二重櫓、西ノ丸伏見二重櫓
- 亀山城 (伊勢国) - 多聞櫓
- 園部城 - 巽櫓
- 臼杵城 - 畳櫓、卯寅口門脇櫓（城跡を含む大分県史跡指定）
- 津和野城 - 馬場先櫓、物見櫓

## 復元された櫓

### 木造復元
- 山形城 - 二の丸大手門北多聞櫓・南多聞櫓
- 若松城 - 本丸南走長屋・干飯櫓
- 土浦城 - 本丸東櫓・西櫓
- 水戸城 - 二の丸角櫓
- 新発田城 - 本丸辰巳櫓
- 金沢城 - 二の丸菱櫓・五十間長屋・続櫓
- 甲府城 - 稲荷櫓
- 駿府城 - 巽櫓・坤櫓
- 西尾城 - 本丸丑寅櫓・二の丸丑寅櫓
- 津山城 - 備中櫓
- 備中松山城 - 本丸六の平櫓、本丸五の平櫓
- 広島城 - 二の丸南西隅平櫓・多聞櫓・太鼓櫓
- 松江城 - 二の丸中櫓・太鼓櫓
- 松山城 - 馬具櫓、本壇南隅櫓・北隅櫓・多聞櫓・十間廊下、太鼓櫓、天神櫓、乾門東続櫓、艮門東続櫓、巽櫓、二の丸多聞櫓
- 今治城 - 二の丸武具櫓・山里櫓・御金櫓・多聞櫓
- 福岡城 - 南の丸北隅櫓
- 熊本城 - 西出丸戌亥櫓・未申櫓・元太鼓櫓、飯田丸五階櫓
- 人吉城 - 角櫓（漆櫓）、多聞櫓（代物櫓）
- 大村城 - 板敷櫓

### 外観復元
- 赤穂城 - 大手東北隅櫓
- 府内城 - 西丸西南隅櫓、東丸角櫓・北東隅櫓・到着櫓

### 復興
- 小田原城 - 二の丸隅櫓
- 高遠城 - 太鼓櫓（模擬説もある）
- 遠江高根城 - 井楼（推定復元）
- 逆井城 - 井楼、物見櫓（推定復元）
- 大和郡山城 - 追手向櫓（木造）
- 島原城 - 本丸丑寅櫓・巽櫓・西櫓（いずれも、RC造）
- 富岡城 - 本丸多聞櫓（木造）